# Бегемот звичайний
Бегемо́т звича́йний, або гіпопота́м (Hippopotamus amphibius) — ссавець із ряду парнокопитних, підряду свиновидих (нежуйних), родини бегемотових, єдиний сучасний вид роду Hippopotamus. Характерною особливістю бегемота є його напівводний спосіб життя — більшу частину часу він проводить у воді, виходячи на сушу лише вночі на кілька годин для годівлі. Бегемот мешкає тільки у прісній воді, хоча може зрідка з'являтися в морі.

## Загальна інформація
Бегемот — одна з найбільших сучасних наземних тварин. Щодо рекордної маси дані різняться; деякі джерела називають 3500 кг, інші — 4064 кг, треті ж вказують навіть масу 4500 кг. Однак зазвичай самці в середньому важать близько 1600 кг, а самки — близько 1400 кг. Висота бегемота в плечах — до 1,65 м. Довжина тіла дорослого представника буває не менше 3 м, але досягає і 5,4 м. Хвіст досягає довжини 56 см. Таким чином, гіпопотам конкурує з носорогами за друге, після слонів, місце за масою серед наземних тварин. Раніше найближчими родичами бегемотів вважалися свині, однак зараз вчені вважають, що ними є кити.

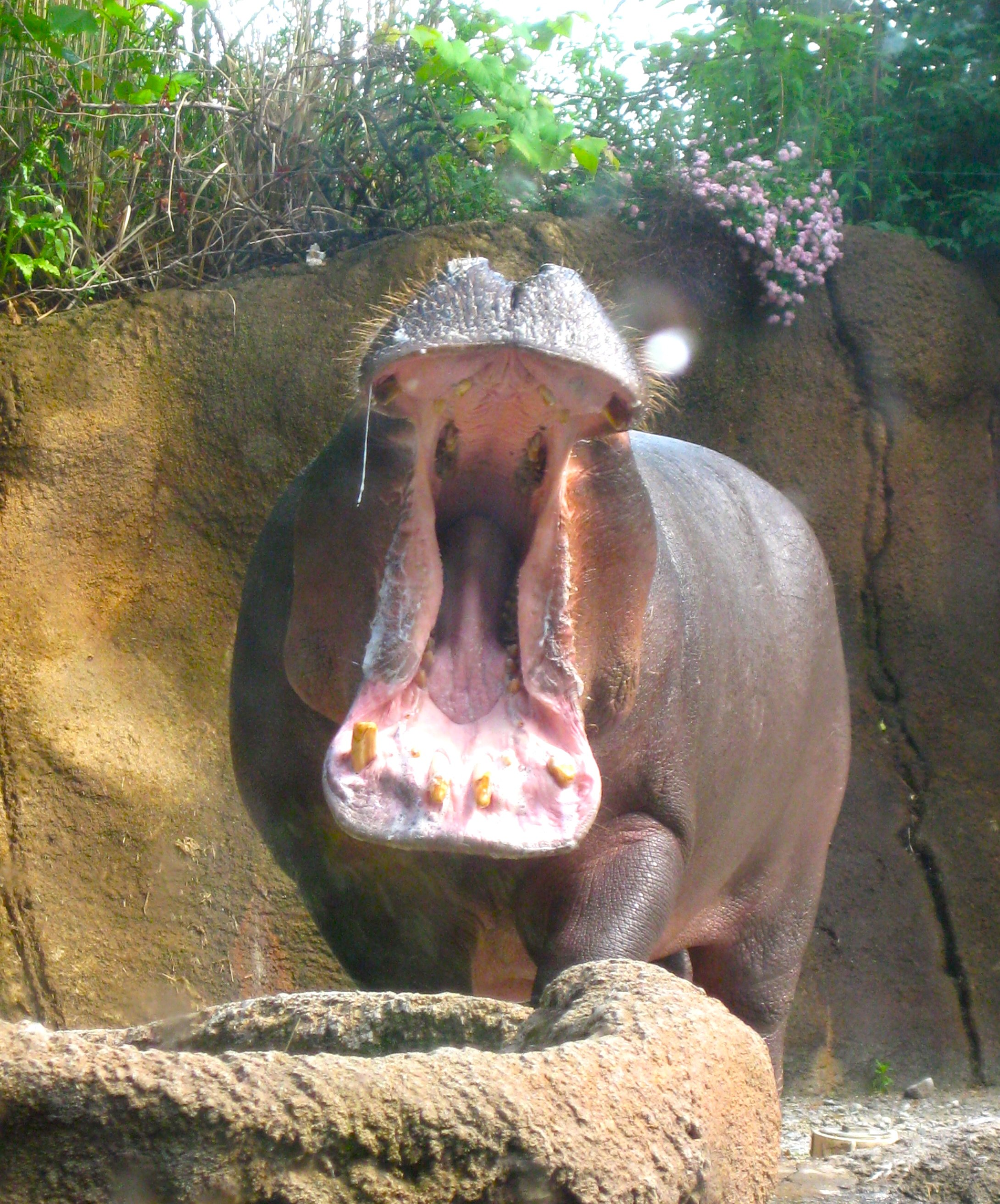
Бегемот у зоопарку Сент-Луїса.

В даний час бегемот живе тільки в Африці на південь від Сахари, хоча в давнину (наприклад, в античні часи) він був поширений ширше, мешкаючи на території Північної Африки (Єгипет, сучасні Марокко і Алжир), і, можливо, зустрічався на Близькому Сході, але вже до раннього Середньовіччя зник із цих місць. За даними 2006 року, коли Міжнародний союз охорони природи визнав статус бегемота вразливим, його чисельність на континенті оцінювалася від 125 до 150 тис. голів, при цьому маючи тенденцію до зменшення. Часто це викликано тим, що в неблагополучних країнах Африки держава не в силах налагодити адекватні заходи з боротьби із браконьєрством. Корінне населення добуває бегемотів насамперед заради м'яса, тому війни і нестабільність в ряді країн континенту, що змушують голодуючих людей шукати їжу, завдають катастрофічних збитків поголів'ю бегемотів. Величезною загрозою є руйнування середовища існування, неминуче при зростанні населення Африки.
Незважаючи на широку популярність бегемота, у багатьох відношеннях цю тварину вивчено недостатньо. Це стосується як низки ознак його способу життя і поведінки, так і генетичних зв'язків з іншими тваринами, фізіології і багато чого іншого. Частково це пояснюється труднощами спостереження за бегемотами, які проводять більшу частину світлого часу доби у воді. До теперішнього часу погано досліджена також еволюційна історія бегемота; відомо, проте, що в порівняно недавній за еволюційними мірками час в Африці одночасно жило кілька видів бегемотових. Крім звичайного бегемота, в Африці зараз зберігся тільки один вид родини — карликовий бегемот (Choeropsis liberiensis).
М'ясо бегемота їстівне і здавна використовувалося в їжу африканцями. У 1950-60-і роки в багатьох країнах серйозно розглядалася можливість перетворення бегемота в домашню м'ясну тварину. Значну цінність представляють ікла бегемота, що перевершують за вартістю слонову кістку. В Африці у багатьох місцях дозволене трофейне полювання на гіпопотамів. Бегемот має також важливе значення як частий мешканець зоопарків. Велика роль бегемота в культурі багатьох африканських народів; бегемот займав також помітне місце в культурі і міфології деяких древніх держав, особливо Стародавнього Єгипту.

### Поведінка
Поведінка бегемота вирізняється вираженою агресивністю. Бійки бегемотів-самців часто призводять до загибелі одного з учасників. Випадки нападу бегемота на людину також досить часті. Бегемот, за деякими даними, є найнебезпечнішим для людини звіром Африки — від його нападів гине значно більше людей, ніж від нападів левів, буйволів або леопардів.

## Зовнішність і будова

### Зовнішній вигляд

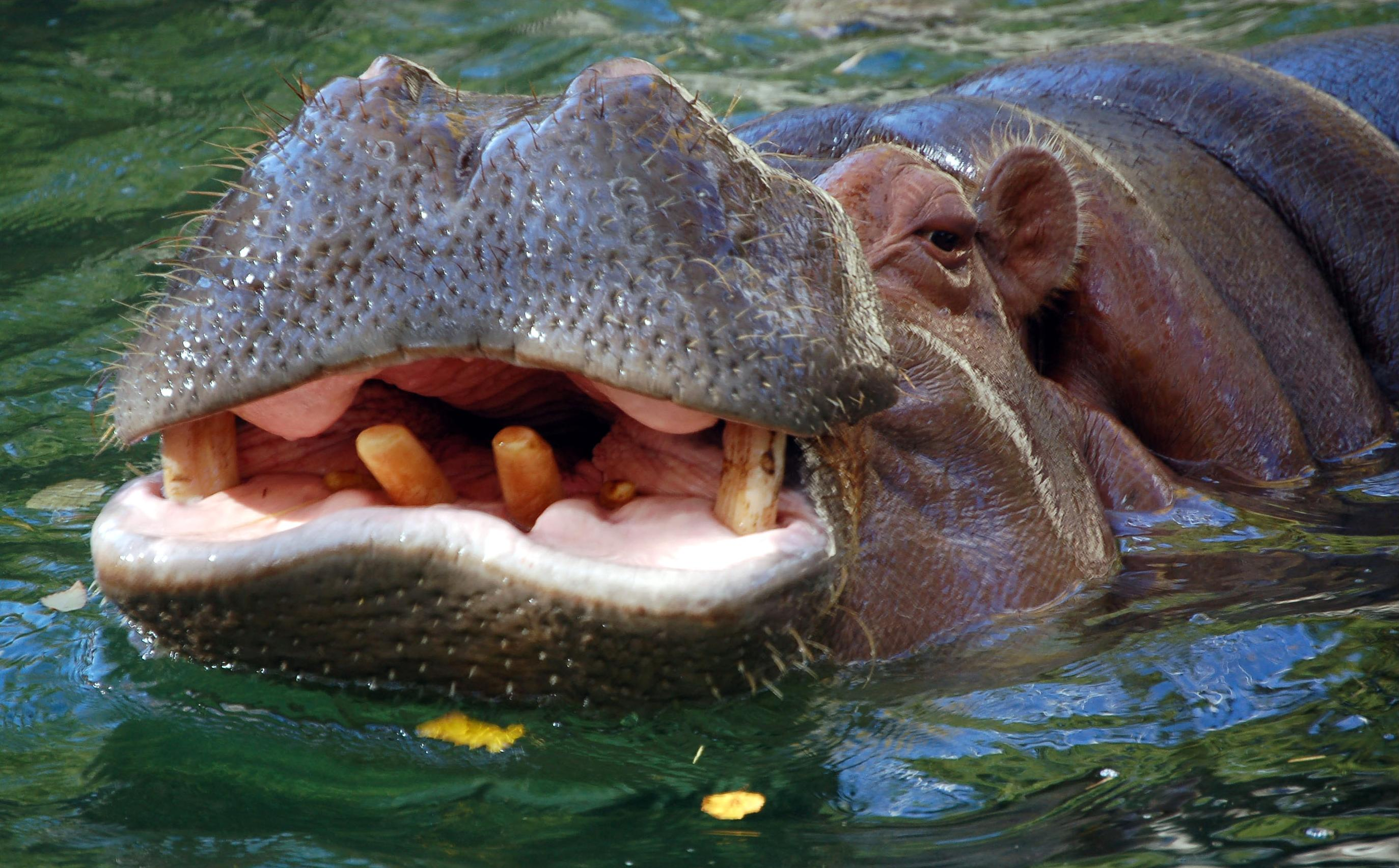
Морда бегемота (зоопарк Філадельфії). Помітні шишкоподібні здуття збоку біля ніздрів, за наявністю яких можна безпомилково відрізнити дорослого самця від самки.

Зовнішність бегемота досить характерна. У нього масивний бочкоподібний тулуб на коротких товстих ногах. Ноги настільки короткі, що черево гіпопотама при ходьбі майже торкається землі. Величезна, притуплена спереду голова збоку має вигляд прямокутника і за вагою досягає чверті загальної маси звіра (до 900 кг). Ніздрі, очі і вуха трохи підняті і розташовані в одній площині, так що бегемот може дихати, дивитися і чути, залишаючись майже повністю під водою і виставивши лише самий верх голови. Шия дуже коротка і практично не виражена. Очі невеликі, оточені м'ясистими повіками. Ніздрі дуже широкі, спрямовані вгору, здатні щільно закриватися завдяки м'ясистим краям і добре розвиненій спеціальній мускулатурі. Вуха також дуже маленькі, рухливі. Бегемот, що знаходиться у воді, постійно помахує ними, відганяючи комах або занадто настирливих птахів, які сідають йому на голову.

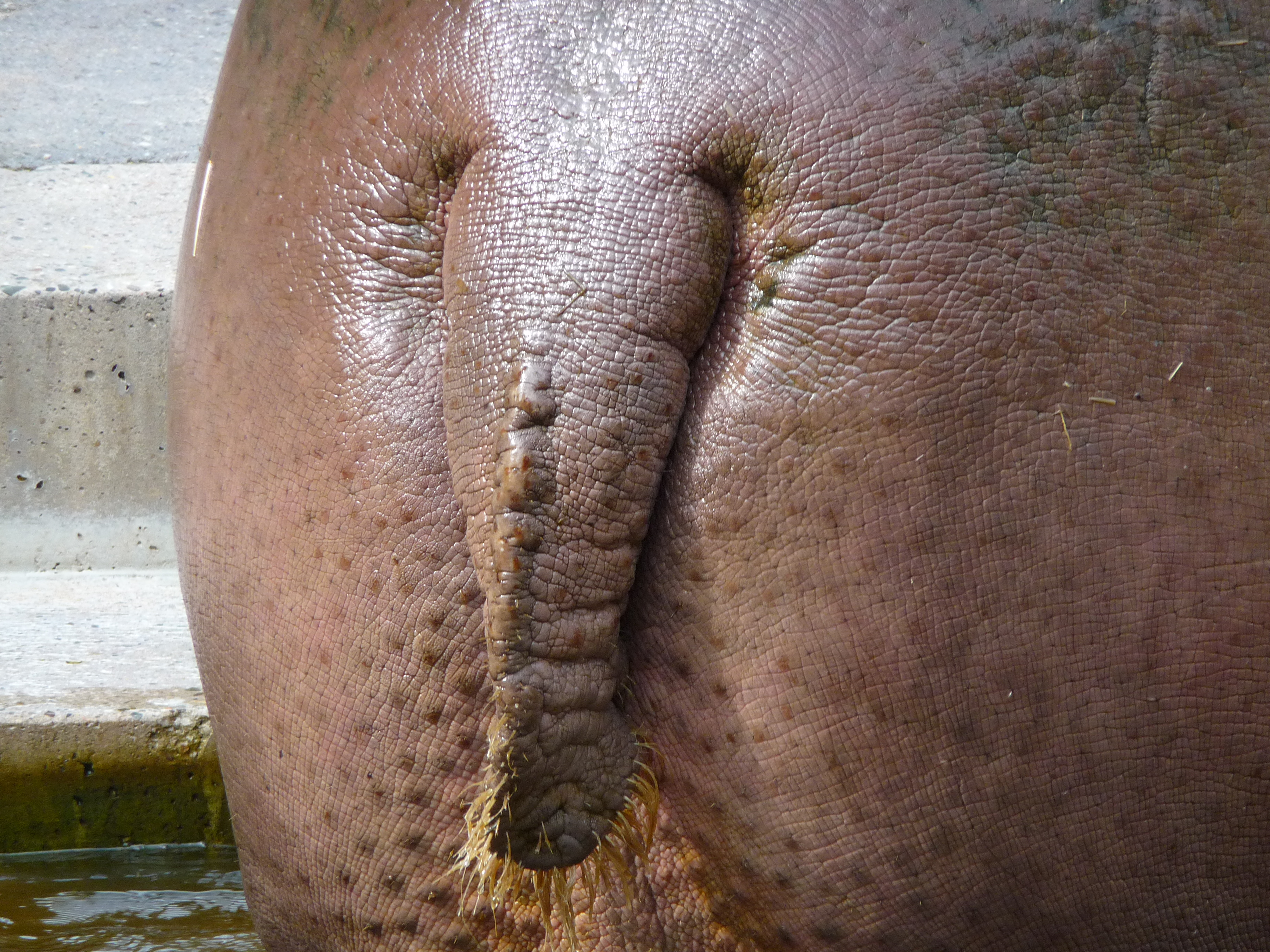
Хвіст бегемота

Морда бегемота дуже широка, її передня частина покрита короткими грубими вібрисами. Ширина щелеп досягає 60-70 см. Паща може розкриватися надзвичайно широко — на 150 градусів. Кінцівки бегемота мають 4 пальці, кожен з яких закінчується подобою копитця. Пальці з'єднані шкірястою перетинкою, що допомагає при плаванні. Коли звір ходить по суші, особливо по болотистому ґрунті, пальці розсуваються в сторони і перетинка натягується, утворюючи досить широку опору, щоб не провалюватися в бруд. Хвіст короткий, своєрідної форми — майже круглий в перерізі біля основи, він звужується і стає все більш стислим з боків, стаючи до кінця майже плоским. Така форма хвоста дозволяє бегемоту використовувати його для розбризкування посліду, що має важливе комунікативне значення.

### Статевий диморфізм
Статевий диморфізм виражений порівняно слабо. Самки менші за самців, хоча різниця в масі в середньому невелика, близько 10 %, голови у самок щодо розміру тіла помітно менші. Крім того, ікла у дорослих самців розвинені набагато сильніше. Їх основи настільки великі, що утворюють на морді, позаду ніздрів, добре помітні здуття, за наявністю яких самця можна легко відрізнити від самки, навіть якщо над водою видно тільки голову. За первинними статевими ознаками самця від самки при погляді з великої відстані відрізнити складніше, оскільки сім'яні залози самців, на відміну від інших копитних, приховані всередині тіла і зовні зовсім непомітні. Копулятивний орган самця спрямований назад. Примітно також, що відмінність в довжині пальців передніх ніг (середні довші, ніж крайні) у самок менша, ніж у самців. При вивченні викопних решток вимерлих бегемотів цей фактор ускладнює визначення видів.

### Шкіра бегемота

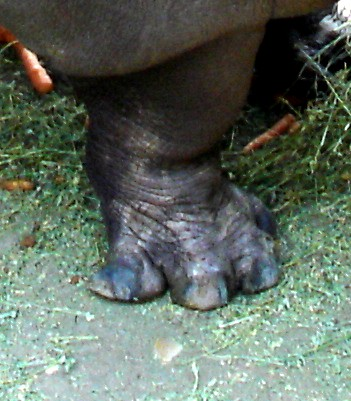
Нога бегемота.

Забарвлення шкіри бегемота зазвичай сіро-коричневе з рожевим відтінком. Навколо очей і вух шкіра рожева. Спина, особливо в задній частині тіла, як правило темніша, часто повністю сірого кольору; черево більш рожеве. У самців, крім того, шкіра покрита густою мережею шрамів і подряпин, отриманих у бійках з родичами. Найтонша шкіра — біля основи хвоста, тому хворим бегемотам в зоопарках уколи роблять саме в цю частину тіла — там голка шприца може дістати вену. Показово також, що в зоопарках бегемотам зашивають рани із застосуванням замість ниток металевого дроту.
Шкіра бегемота надзвичайно товста — до 4 см. Вона практично не має шерстного покриву, за винятком того, що на морді є численні, але досить короткі (кілька сантиметрів) жорсткі вібриси. На кінці та меншою мірою на ребрі плоского хвоста також є рідкісна і груба шерсть, схожа на свинячу щетину. Рідка і коротка щетиноподібна шерсть часто присутня на кінцях вух. На тілі бегемота є дуже небагато тонких і коротких шерстинок — всього лише близько 25 на 100 см² на спині та ще більш рідка шерсть на боках і череві, яку майже неможливо розглянути навіть з близької відстані.
При знаходженні гіпопотама поза водою він втрачає воду з організму через шкіру значно швидше, ніж чисто сухопутні ссавці. Це також змушує бегемотів проводити більшу частину часу в воді. При сильному висиханні, коли гіпопотам довго не має можливості зануритися у воду, шкіра пересихає і тріскається.
У бегемота потові і сальні залози відсутні, але в нього є особливі, властиві тільки Бегемотові, шкірні залози, які виділяють під час сильної спеки особливий слизовий секрет червонуватого кольору. За цих обставин нерідко здається, що по тілу тварини тече кривавий піт (це приводило в подив ще античних спостерігачів). Цей «піт» захищає шкіру від сонячних опіків. Японські вчені у 2004 році провели детальне дослідження цієї особливості бегемота і прийшли до висновку, що призначення червоного секрету шкірних залоз полягає, ймовірніше, не в захисті від ультрафіолетових променів, а в дезінфекції. Пігменти, які входять до складу «поту», мають яскраво виражену антисептичну дію і відмінно допомагають загоєнню численних подряпин, які постійно є на шкірі гіпопотама. Крім того, ці виділення відлякують комах, яких особливо багато поблизу водойм.

### Особливості будови

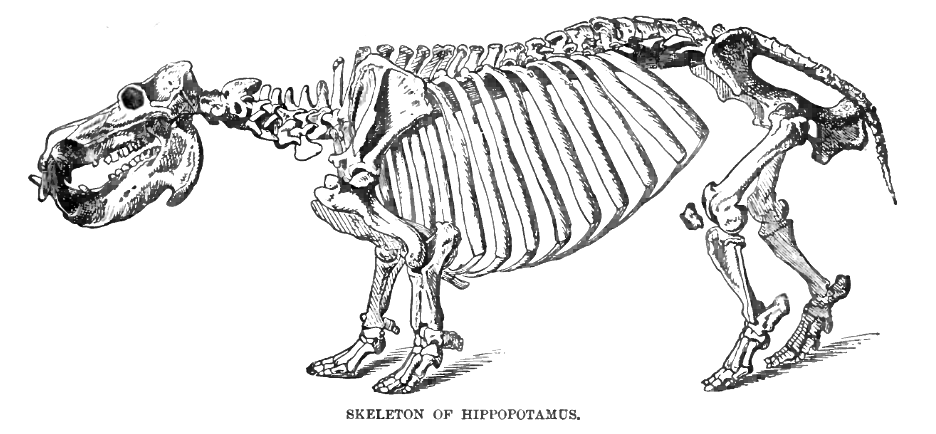
Скелет гіпопотама.

Скелет гіпопотама має низку характерних рис, викликаних необхідністю витримувати величезну вагу тіла тварини. Кістки скелета масивні, особливо це стосується хребців. Лопатка, що займає майже вертикальне положення, утворює з кістками передніх ніг практично одну лінію. Ребер 13 пар.

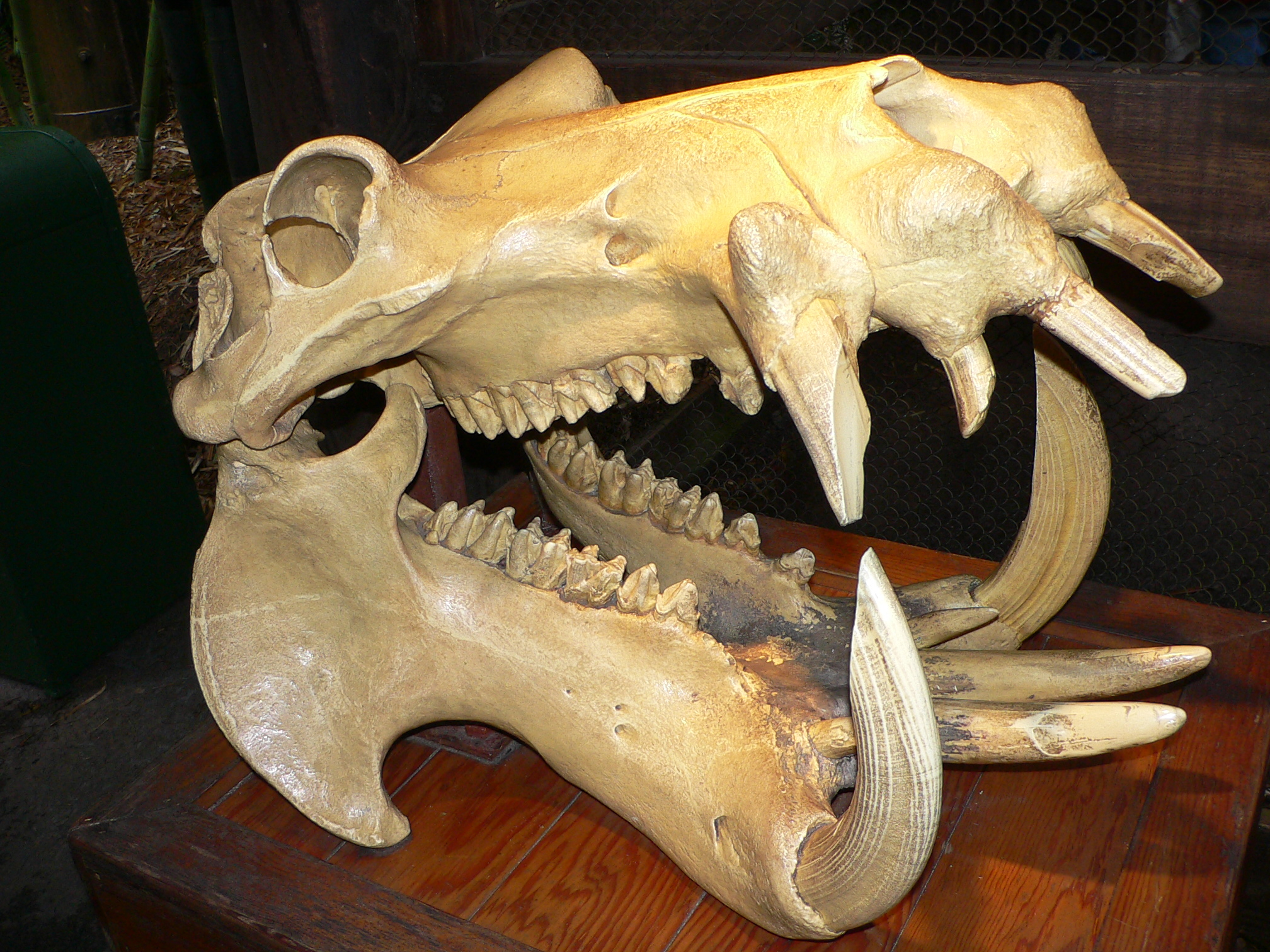
Череп гіпопотама. Помітний дуже малий розмір черепної коробки

Відомий німецький зоолог Бернгард Гржимек, описуючи будову бегемота і відносний розмір його органів, наводив такі цифри. При обробленні фахівцями ветеринарного управління Кенії туші молодого бегемота вагою 1456 кг виявилося, що чистого м'яса в ній було 520 кг, на кістки припало 280 кг, шкіру — 48, жир — 33, печінку — 27, легені — 9, серце — 7,8 і язик — 5 кг. Загальна довжина травного тракту — до 60 м, що дозволяє бегемоту засвоювати клітковину значно повніше, ніж багатьом іншим травоїдним. Шлунок бегемота трикамерний і вельми великий навіть за мірками копитних; його об'єм може досягати 500 л.
Мозок бегемота досить великий в абсолютному вираженні — в середньому 882 ± 18 см³, але щодо об'єму тіла вкрай малий — за масою він становить в середньому лише 1/2789 частину (у людини в середньому 1/40). Коефіцієнт енцефалізації (характеристика, що позначає питому масу мозку тварини в розрахунку на один грам маси його тіла і використовувана рядом фахівців для характеристики рівня інтелекту того чи іншого виду тварин) у гіпопотама також дуже невеликий — 0,7 в порівнянні з 5 (за іншими підрахунками — 8) у людини та 3,6 у дельфіна-афаліни — і приблизно рівний цьому показнику для таких малоінтелектуальних тварин, як броненосці.

### Зуби бегемота

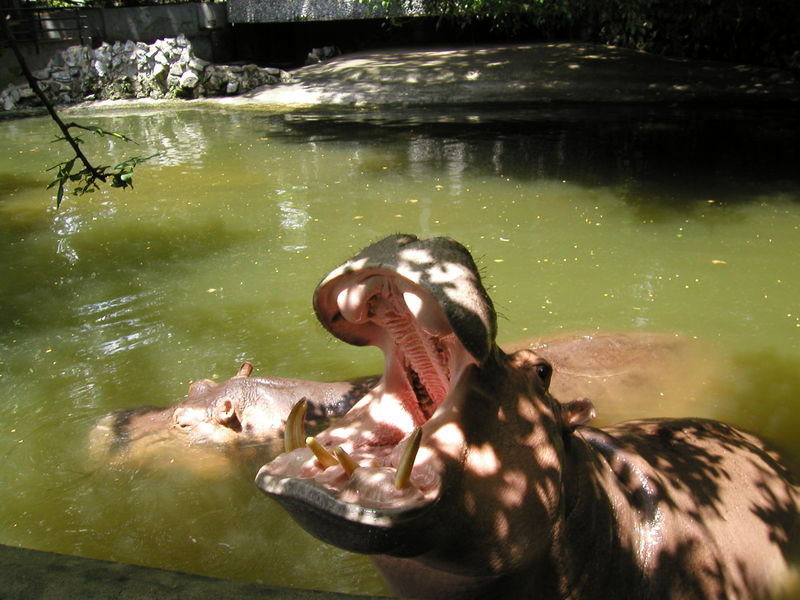
Бегемот в одному із зоопарків Ізраїлю. У розкритій пащі добре видно зуби.

У гіпопотама 36 зубів — в кожній щелепі 2 ікла, 4 різці, 6 передкорінних і 6 корінних зубів. Верхній шар емалі зубів жовтого кольору, він має виняткову твердість і міцність. Ікла і різці у бегемота виключно великі; вони ніколи не використовуються для зривання рослинності або її пережовування — перші використовуються в основному як зброя, а різці — як зброя, а також для риття, особливо при поїданні солоного ґрунту на солонцях.

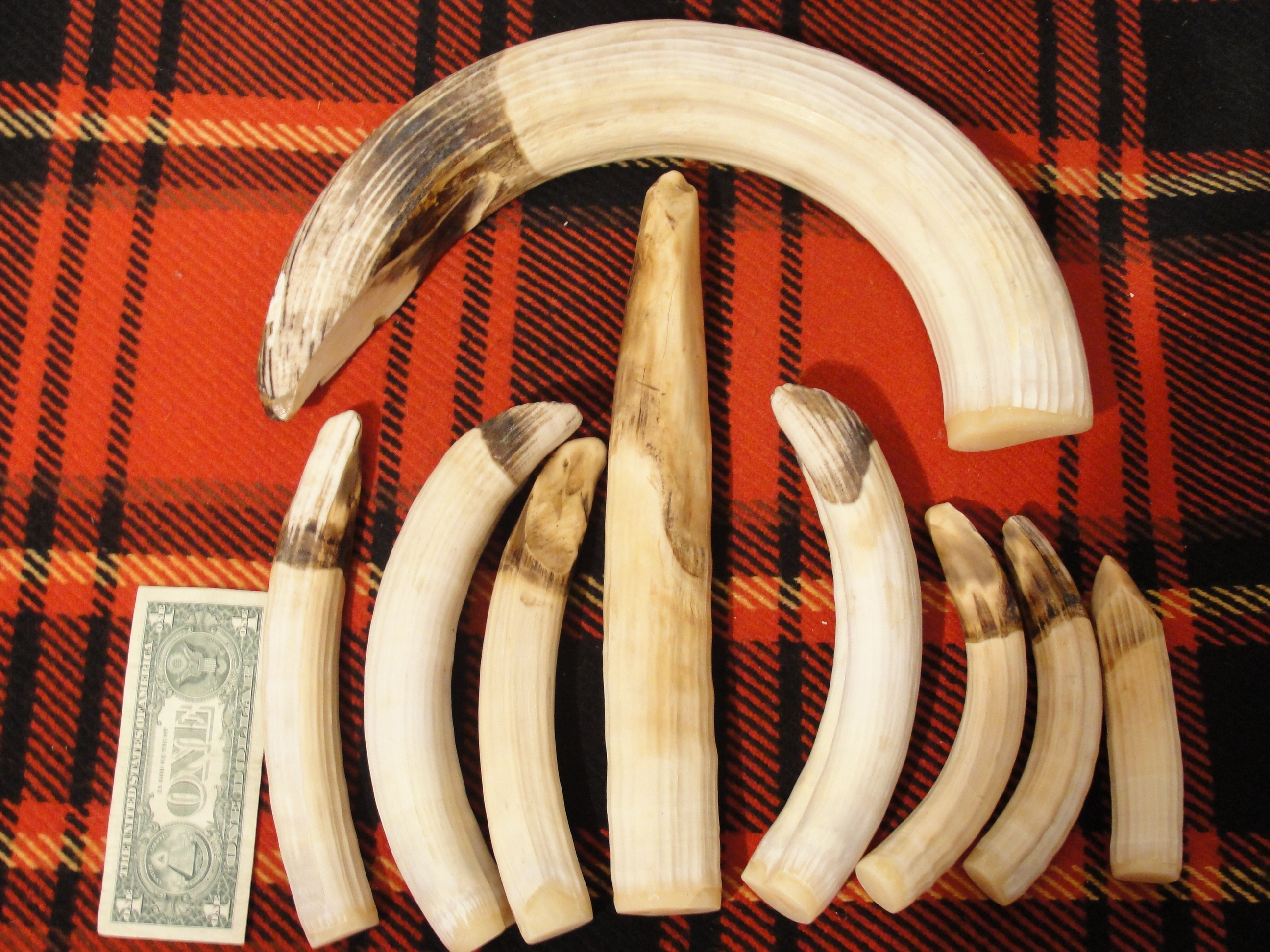
Ікла та різці гіпопотама. В середині — нижній різець, зверху — нижнє ікло довжиною 64 см.

Особливого розвитку досягають ікла нижньої щелепи, гострота яких постійно підтримується завдяки самозаточуванню при терті об ікла верхньої щелепи. За формою вони серпоподібні; вістря їх направлене вгору, а при великій довжині все сильніше заломлюється. Ікла самців набагато довші, ніж у самок. Вони не мають коренів і ростуть все життя, досягаючи іноді ваги близько 3 кг кожен; найбільший з нормально розвинених бегемотових іклів, що зберігається в Бельгії, має довжину 64,5 см. Форма нижніх іклів характерна наявністю добре помітної поздовжньої канавки, яка відсутня на іклах верхньої щелепи.

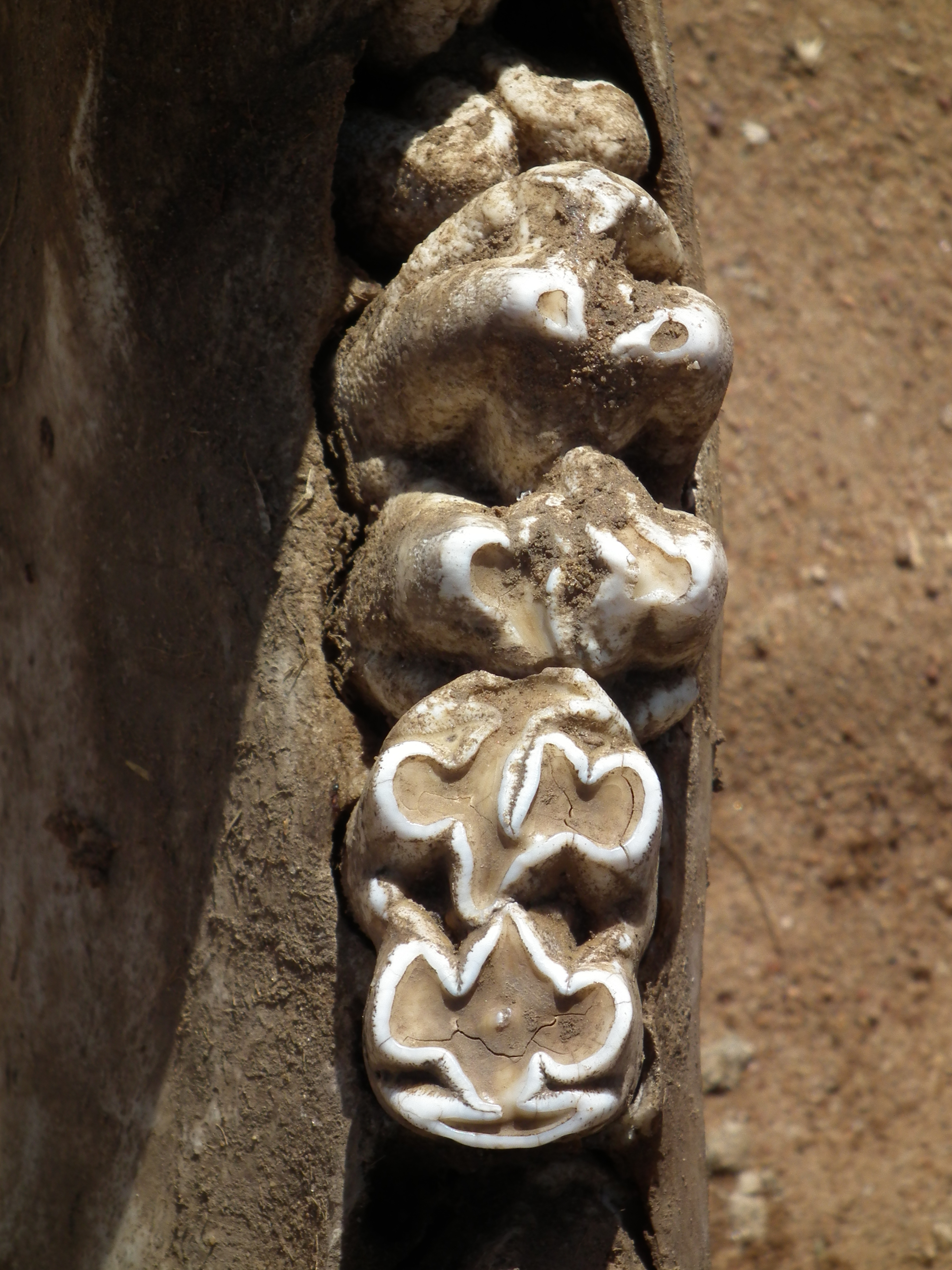
Корінні зуби гіпопотама

У виняткових випадках зустрічаються самці з неймовірно довгими, гіпертрофованими іклами довжиною понад 1 м, згадується навіть довжина 122 см. Зазвичай такої довжини ікла досягають, якщо звір втрачає ікло протилежної щелепи; тоді ікло не сточується і поступово розростається до величезних розмірів, загинаючись все сильніше назад. Описані гіпопотами, у яких аномально довгі ікла пронизували губу і виднілися зовні навіть при закритій пащі. Це може сильно ускладнювати живлення звіра.
Нижні різці мають майже пряму форму і спрямовані практично строго вперед. Зазвичай вони виступають з ясен на 15-17 см. Верхні різці значно коротші. Корінні зуби бегемота не змінюються протягом життя, змінюватися можуть тільки ікла, різці і передкорінні зуби. Корінні зуби мають приблизно квадратну форму в плані, з горбком на кожному куті. Їх довжина 5-7 см. Деякі вчені намагалися вивести метод визначення віку бегемота за ступенем зношеності корінних зубів. Ці дослідження привели до цікавих результатів — граничний вік бегемотів у дикій природі вдалося встановити з високою точністю.
У дитинчати бегемота 32 молочні зуби; в кожній щелепі у молодняку на 2 передкорінні зуби більше, ніж у дорослого, але на 2 різці і 2 корінні зуби менше. Зміна зубів відбувається на першому році життя. Під час зміни постійні зуби можуть бути сусідами зі ще не випали молочними, тому у молодого гіпопотама загальна кількість зубів іноді може досягати 40.

## Назва
У більшості європейських мов для бегемота використовуються різні варіанти слова «гіпопотам», яке прийшло з латинської мови, що, у свою чергу, є латинізованою формою грецького ἱπποπόταμος — «річковий кінь». Як повноправний синонім може використовуватися також буквальний переклад на національні мови словосполучення «річковий кінь» — наприклад, нім. Flusspferd або швед. Flodhäst. Цікаво, що в арабській мові, в івриті, в сербсько-хорватській, а також в німецькій у ролі одного з варіантів назви бегемот називається «нільським конем» (араб. فرس النهر, івр. סוּס הַיְּאוֹר); ця назва під впливом арабської мови перейшла в мови деяких мусульманських країн (наприклад, індонезійську — індонез. kuda Nil).

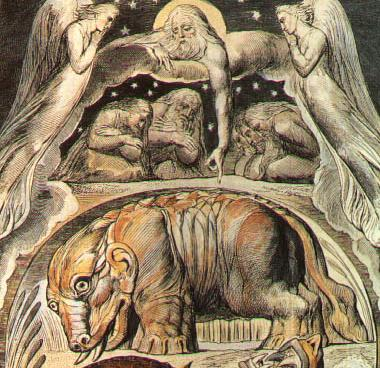
Бегемот у його біблійному образі. Картина Вільяма Блейка (1757—1827).

Англійський письменник Томас Майн Рід, автор багатьох пригодницьких творів про Африку, з подивом відзначав:
|  | За що гіпопотаму дали назву «річковий кінь», важко зрозуміти. Навряд чи на світі знайдеться інше чотириноге, настільки не схоже на коня. |

Слово «бегемот» — давньоєврейське, воно має біблійне походження. У Біблії (в Книзі Йова) «Бегемот» — тварина, яку Бог демонструє праведному Йову як доказ Своєї могутності (поряд з Левіафаном).
|  | А ось бегемот, що його Я створив, як тебе, траву, як худоба велика, він їсть. Ото сила його в його стегнах, його ж міцність у м'язах його живота. Випростовує він, немов кедра, свойого хвоста, жили стегон його посплітались. Його кості немов мідяні оті рури, костомахи його як ті пруття залізні. Голова оце Божих доріг; і тільки Творець його може зблизити до нього меча... Ось підіймається річка, та він не боїться її, він безпечний, хоча б сам Йордан йому в пащу впливав! Хто може схопити його в його очах, гаками ніздрю продіравити? (Йова 40:15-24) |

Давньоєврейське слово behēmōth (івр. בְּהֵמוֹת) являє собою форму множини від behēmāh («тварина», івр. בְּהֵמה). Існуюче в сучасних європейських мовах слово behemoth означає лише тварину з книги Йова.
У роботах деяких письменників «бегемот» описується міфологічною істотою, демоном плотських бажань.

## Походження і систематика

### Систематичне положення
Бегемот був поміж видів, описаних Карлом Ліннеєм у його знаменитій праці «Система природи» в 1758 році. Для родового найменування Лінней взяв слово hippopotamus, яке вживалося для позначення бегемота ще римлянами, а для видового — слово amphibius, тобто амфібійний, той, що мешкає у двох середовищах.
Бегемот разом з карликовим бегемотом (який мешкає тільки в невеликому районі Західної Африки, в основному в Ліберії) виділяється в окрему родину бегемотових. Ця родина належить до ряду парнокопитних, підряду свиновидих (нежуйних). При цьому між двома сучасними бегемотами існують відмінності, достатні для того, щоб кожен з них виділявся в окремий рід, що складається з одного виду: бегемот утворює рід Hippopotamus, карликовий — рід Choeropsis.

### Еволюція виду
Еволюція бегемота вивчена поки недостатньо. Ряд дослідників вважає, що протягом десятиліть цьому питанню не приділялося належної уваги.
Бегемотові, близькі до сучасних, з'явилися в третинний період близько 54 млн років тому. Предками бегемотів, як і інших копитних, були стародавні копитні-кондиляртри. Ймовірно, за способом життя перші бегемотові нагадували сучасного карликового бегемота, який за рядом ознак знаходиться ближче до вимерлих предків, ніж бегемот звичайний. Вони вели такий же потайний і одиночний спосіб життя, мешкаючи в густих вологих лісах. Викопні кісткові рештки перших бегемотів сучасного типу належать до нижнього міоцену Африки; бегемоти, яких можна впевнено віднести до роду Hippopotamus, з'явилися, мабуть, близько 2,5 млн років тому. У пліоцені та плейстоцені вони досягли широкого поширення.
У плейстоцені число видів родини бегемотових було істотно більше, ніж в наші дні. Інтенсивне вивчення в 1989—1991 роках викопних решток ссавців в районі Лотагам поблизу озера Туркана в Кенії показало, що залишки різних бегемотових складають близько 14 % від залишків усіх хребетних і 27 % — від усіх ссавців, що жили там в проміжку між 7,91 і 5,23 млн років тому. У цей період там жило одночасно 4 види бегемотових, які займали екологічну нішу, яка зараз зайнята тільки одним видом, бегемотом звичайним. Однак стародавні бегемоти роду Hexaprotodon (зокрема, Hexaprotodon harvardi), які жили там, були, мабуть, в ближчий спорідненості з карликовим бегемотом, ніж зі звичайним. Карликовий бегемот, в свою чергу, відокремився від загального еволюційного стовбура бегемотових близько 5 млн років тому.

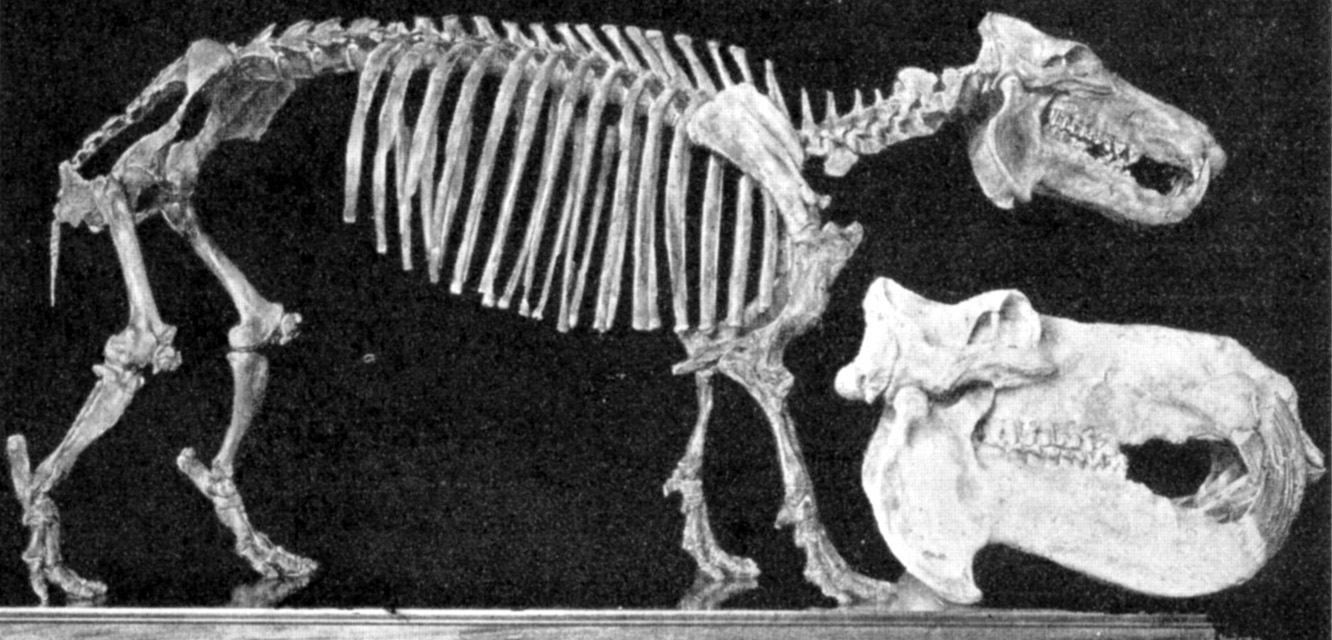
Скелет мадагаскарського бегемота Hippopotamus madagascariensis; поряд для порівняння — череп звичайного бегемота.

У ранньому плейстоцені, близько 1 млн років тому, бегемот особливого підвиду — H. a. antiquus (лат. antiquus — древній) — жив навіть у Європі; його кістки були знайдені при палеонтологічних розкопках на території Німеччини (Тюрингія); гіпопотами іншого дрібного підвиду водилися на островах Середземного моря — Кіпрі та Криті. Залишки бегемота цього ж або іншого, але дуже близького виду виявлені і в плейстоценових відкладах Англії. Бегемот звичайний зник в Європі при настанні останнього, плейстоценового зледеніння.
У післяльодовиковий час більшість видів роду Hippopotamus в континентальній Африці вимерли, залишився тільки один вид — бегемот звичайний. Однак в той період (кінець плейстоцену), згідно з генетичними дослідженнями, відбулося значне розширення його ареалу, пов'язане зі збільшенням кількості і розміру водойм. Бегемот заселив і острів Мадагаскар, де виявлені залишки принаймні трьох видів викопних бегемотів, предком яких був, найімовірніше, бегемот звичайний. Вони вимерли за еволюційними мірками зовсім недавно — кілька тисяч років тому (зараз на Мадагаскарі бегемот не зустрічається). Два викопних мадагаскарських бегемоти були вивчені порівняно повно — ці два види чітко відрізняються один від одного, але відносяться обидва до роду Hippopotamus — H. lemerlei і H. madagascariensis. Ці бегемоти, мешкаючи тривалий час в ізоляції на острові, зазнали так званої острівної карликовості і сильно зменшилися в розмірах. Зменшився також і відносний об'єм їх мозку, що також є типовим для тварин, які живуть в умовах острівної ізоляції.

### Спорідненість з іншими рядами і родинами ссавців
Протягом довгого часу вчені не сумнівалися у близькій спорідненості бегемота зі свинями (лат. Suidae) і пекарі (лат. Tayassuidae). Дійсно, бегемоти мають з ними багато спільних ознак, а їх еволюційні лінії розійшлися від спільних предків порівняно недавно — в пізньому еоцені. Тому родина бегемотових в сучасній класифікації об'єднується в один підряд з цими двома родинами. Проте опубліковані в 1997 році американськими вченими дані показують, що бегемоти мають найближчу спорідненість з китоподібними (лат. Cetacea). Напівводний спосіб життя бегемота розглядається деякими фахівцями як ще одна риса, яка зближує бегемотів і китів. Відповідно, було висунуто пропозицію про таксономічне об'єднання бегемотових і китоподібних в одну кладу (можливо, також разом із жуйними). Дослідження 2007 року підтвердили спорідненість з китами, більше того — підкреслюється, що бегемоти є найбільш близькими до китоподібних сучасних тварин.
Крім явної генетичної близькості, бегемоти мають також інші ознаки, які можуть доводити близьку спорідненість бегемотів і китоподібних і які зазвичай відсутні у інших ссавців. В одному з досліджень на цю тему серед таких ознак, зокрема, називаються такі:

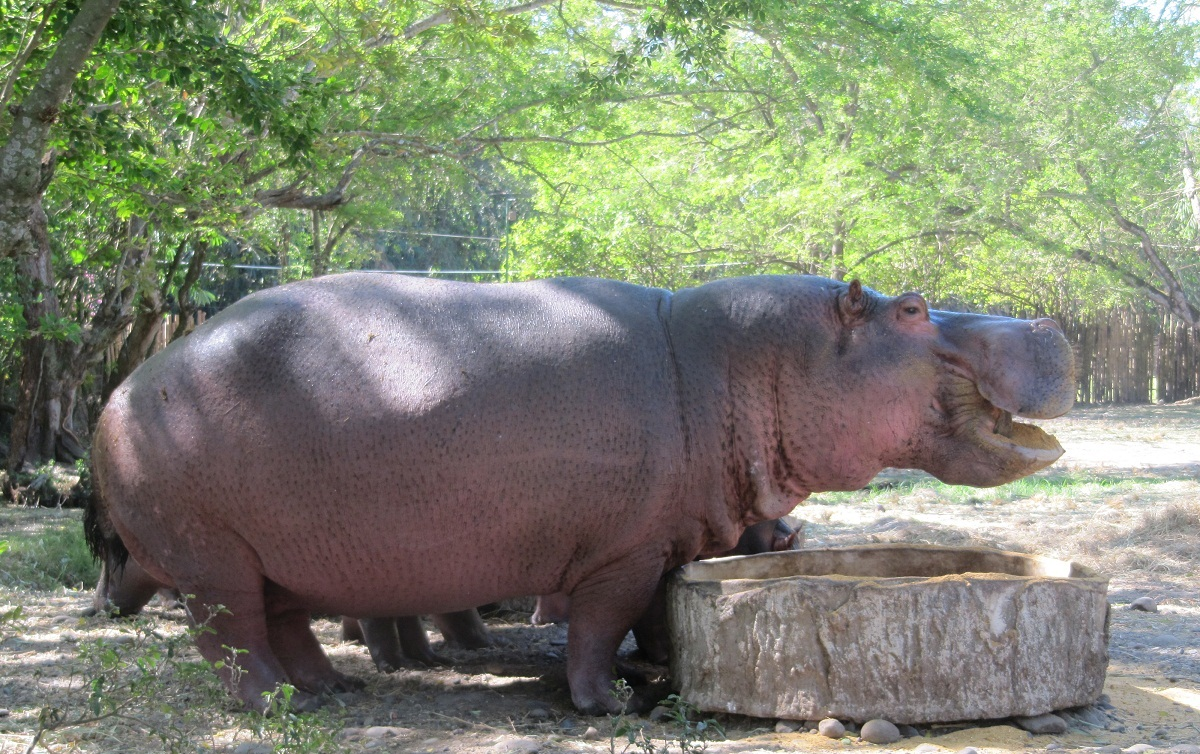
Бегемот в зоопарку (самець).

- Бегемоти живуть у прісних водоймах. Дві родини древніх китів, Pakicetus і Nalacetus, також віддавали перевагу прісним водам.
- Самки бегемотів, як і самки китоподібних, народжують і вигодовують дитинчат у воді.
- Бегемоти, як і кити, практично не мають волосяного покриву.
- У бегемотів і китів відсутні сальні залози.
- З усіх ссавців тільки китоподібні і бегемоти можуть видавати звуки і обмінюватися сигналами під водою.
- У китів і бегемотів сім'яні залози самців приховані всередині тіла. У китоподібних вони розташовані в черевній порожнині; у древніх бегемотоподібних копитних сім'яні залози були в області паху, але також всередині. Бегемот, таким чином, розглядається рядом фахівців як проміжна стадія між цими давніми копитними й китами.

У той же час ряд цих ознак (народження у воді, вирощування під водою) присутній у ссавців ряду сирен (дюгонів і ламантинів).

## Підвиди
Незважаючи на те, що бегемот здавна є об'єктом вивчення зоологів, питання про підвиди бегемота вирішене не повністю. Багато фахівців вважають, що з високим ступенем ймовірності популяція сучасного бегемота розпадається на 5 підвидів, хоча деякі сучасні дослідники наявність підвидів заперечують.
- Hippopotamus amphibius amphibius Linnaeus, 1758. Це типовий підвид, описаний Карлом Ліннеєм. Даний підвид приурочений до Судану (де він зустрічається в південних районах країни в Нілі)[8], Ефіопії і північних частин Демократичної Республіки Конго[9].
- H.a.kiboko Heller, 1914. Район проживання цього підвиду — Сомалі і Кенія.
- H.a.capensis Desmoulins, 1825. Поширений в південній частині континенту, від Замбії до ПАР.
- H.a.tschadensis Schwarz, 1914. Властивий Західній Африці.
- H.a.constrictus Miller, 1910. Ареал цього підвиду — Ангола, південь Демократичної Республіки Конго і Намібія.

Всі дані підвиди були описані ще в XIX — початку XX століття, але підстави для їх виділення, що виражалися насамперед у дрібних деталях форми черепа і розміру ніздрів, не вважалися багатьма фахівцями як істотні. Тільки в даний час з'явилися дослідження, що обґрунтовують виділення у бегемота підвидів за допомогою генетичних методів. У 2005 році були підтверджені генетичні відмінності між трьома першими підвидами. Однак генетичні відмінності між підвидами не можуть, мабуть, бути значними, оскільки між різними популяціями гіпопотамів завжди існував зв'язок, враховуючи, що майже всі африканські річки і озера пов'язані між собою. Проте у сучасного бегемота в будь-якому випадку існували вимерлі підвиди — підвидом сучасного вважається, наприклад, згаданий вище ранньоплейстоценовий європейський бегемот H.a.antiquus.

## Ареал і чисельність

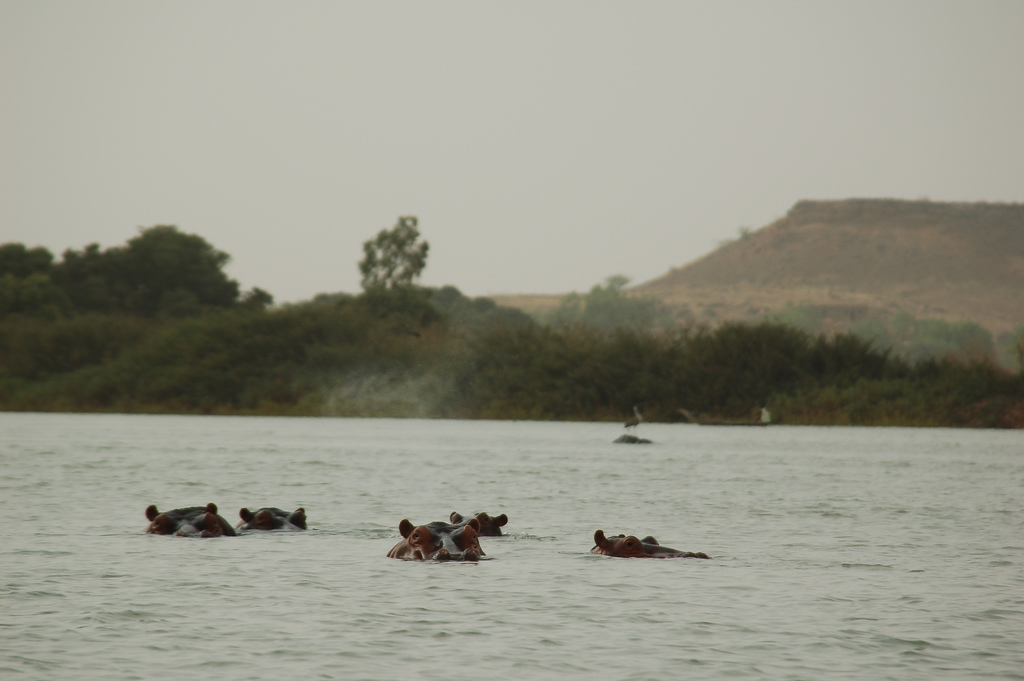
Група гіпопотамів у ріці Нігер.

### Історичний ареал
У післяльодовиковий період, 6-7 тисяч років тому, на території Сахари панував вологий клімат, при якому на місці нинішньої пустелі був ландшафт рідколісної савани, а опадів в сезон дощів випадало 500—700 мм. У той час бегемот був звичайним мешканцем водойм, згодом зниклих. Сліди людської життєдіяльності, залишені у вигляді кухонних куп, ясно свідчать про наявність в той час в Сахарі бегемотів. Зображення гіпопотамів є і серед зразків наскельного живопису, що відноситься до того періоду. Однак період наростаючої сухості, що почався приблизно 2500 років тому, привів до повного зникнення вологолюбної фауни в Сахарі (не тільки бегемотів, але і крокодилів, буйволів і багатьох антилоп).
Можливо, в давнину бегемот водився і на Близькому Сході, зокрема, в річці Йордан, про що свідчать як викопні знахідки, так і — побічно — деякі літературні пам'ятки. Значне число знахідок виробів з бегемотової кістки, виявлене при розкопках древніх поселень в Месопотамії і Сирії, приводило багатьох дослідників до думки, що бегемот кілька тисячоліть тому був поширений в цих місцях досить широко. Проте, існують обґрунтовані сумніви в масовому перебуванні там бегемотів, а більша частина зазначених знахідок повинна бути віднесена до імпорту зі Стародавнього Єгипту. Однак, швидше за все, гіпопотами ще зустрічалися на початку залізного віку в Палестині.
На території північно-західної Африки (сучасні Марокко і Алжир) бегемот водився в античні часи. У всякому разі, наявність бегемотів в цих місцях згадував Пліній Старший у своєму знаменитому трактаті «Природнича історія», стверджуючи, що річки повні крокодилів і гіпопотамів. Бегемот в давнину був численний в Єгипті, але вже з часів пізньої античності до 1700-х років його популяція розпадалася на дві основні ділянки — в дельті Нілу та у Верхньому Єгипті. В Єгипті бегемот став вже досить рідкісним в епоху європейського Відродження і остаточно зник до XIX століття.
Корінне населення Африки в усі часи полювало на бегемотів, але через примітивність озброєння вилов бегемотів африканцями не був масовим і не підривав популяції цих тварин. На час початку активної колонізації Африки європейцями (середина XIX століття) практично всі водойми континенту на південь від Сахари буквально кишіли бегемотами. Поява добре озброєних білих мисливців призвела до швидкого скорочення чисельності бегемотів через безконтрольний хижацький відстріл. Ситуацію різко посилило поширення вогнепальної зброї і серед корінних жителів.

### Сучасний ареал і чисельність
Бегемот в даний час мешкає тільки в Африці на південь від Сахари, крім острова Мадагаскар. В цілому ареал бегемотів залишився практично незмінним у порівнянні з 1959 роком, коли були проведені перші точні дослідження, але чисельність бегемотів сильно скоротилася. З того часу вони повністю зникли на території ПАР, за винятком популяції в національному парку ім. Крюгера. Проте, на території свого ареалу бегемот далеко не скрізь зустрічається в значних кількостях. Відносно численні і стабільні популяції ще в 1960-70-і роки існували в основному на охоронних територіях, за їх межами чисельність гіпопотамів вже тоді була дуже невеликою, а до початку XXI століття ситуація помітно погіршилася. У 2008 році в Африці налічувалося, за різними даними, від 125 до 150 тис. бегемотів, причому, згідно з дослідженнями спеціальної групи Міжнародного союзу охорони природи (МСОП), найбільш імовірний діапазон 125—148 тис. У 1993 році, за деякими підрахунками, бегемотів було 157 тис.

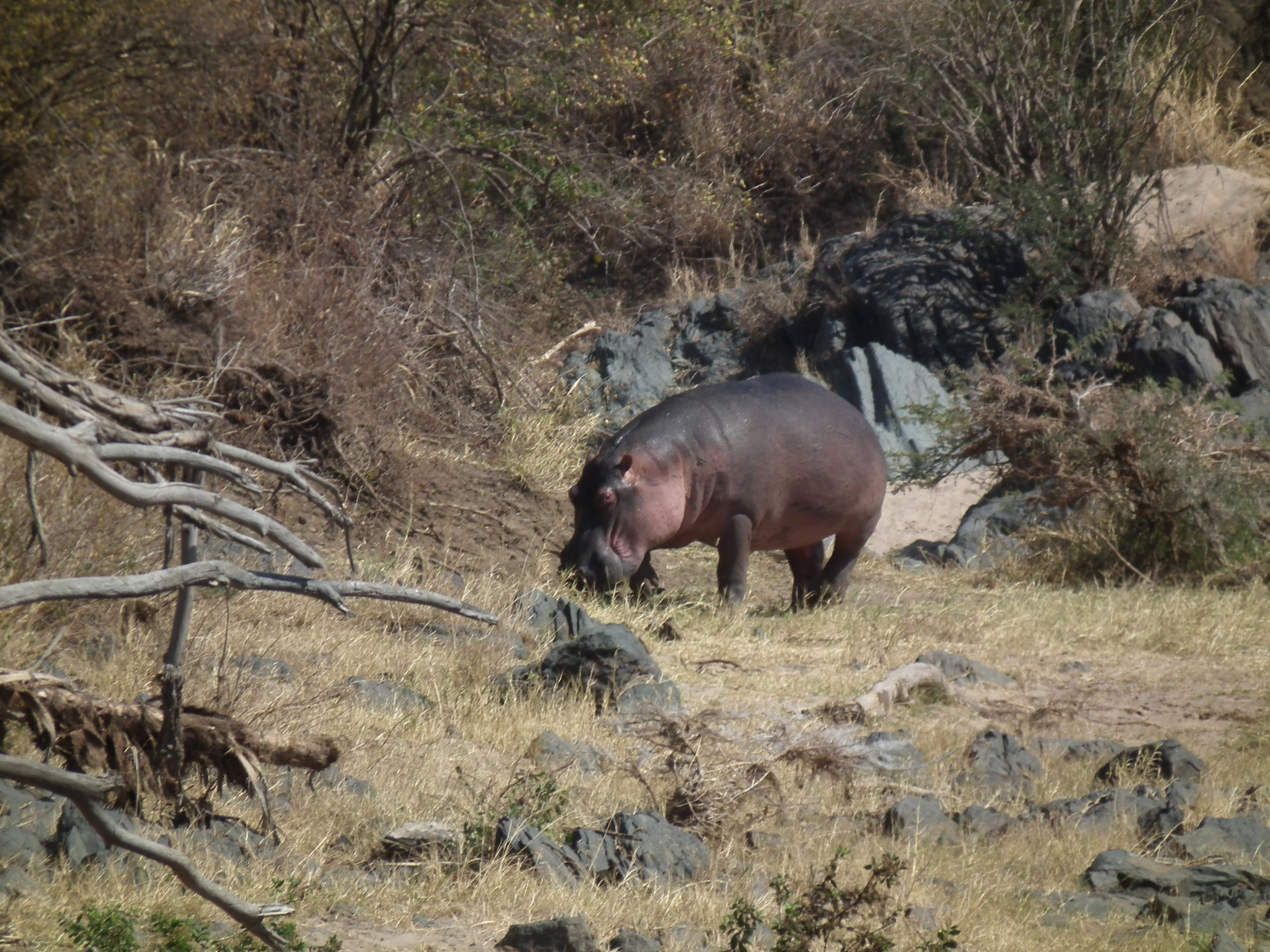
Бегемот, що вийшов на берег (Танзанія).

В даний час основна частина загальної популяції гіпопотамів знаходиться на території Східної і Південно-Східної Африки, це в основному територія Кенії, Танзанії, Уганди, Замбії, Малаві і Мозамбіку (всього в цьому регіоні близько 80 тис. голів). Замбія стоїть на першому місці серед всіх країн Африки за поголів'ям бегемотів — близько 40 тис. тварин. У ПАР гіпопотами збереглися тільки в заповіднику ім. Крюгера, хоча там ситуація благонадійна завдяки добре налагодженій системі обліку диких тварин та їх охорони. У Зімбабве, де кілька десятиліть тому бегемоти були дуже численні, в 2000-і роки їх поголів'ю було завдано величезної шкоди через економічний крах — зубожіле населення було змушене добувати бегемотів для прожитку.
Що стосується Західної Африки, то там, хоча ареал бегемота досить великий і охоплює 19 держав, популяція порівняно нечисленна — в загальному тільки 7 тис. голів. До того ж ареал гіпопотама в Західній Африці повсюдно сильно розірваний. Найбільші популяції бегемотів в Західній Африці відзначені в Сенегалі і Гвінеї-Бісау.
Одним з найбільш значних в новій історії випадків падіння місцевого поголів'я бегемотів стало скорочення їхньої популяції в Демократичній Республіці Конго. Низка громадянських конфліктів і тривалий період політичного хаосу в цій країні в 1990-2000-і роки призвели до катастрофічного зниження чисельності бегемотів. У 1994 році там налічувалося близько 30 тис. гіпопотамів, і, таким чином, їх популяція була другою за чисельністю після замбійської. Однак в період громадянської війни і голоду, в умовах повного розпаду природоохоронної системи, місцеве населення активно винищувало бегемотів для прогодування, а також як джерело цінної кістки. В результаті до 2003 року в ДРК залишилося трохи більше 1 тис. бегемотів. Ситуація продовжує погіршуватися — у 2005 році бегемотів там було вже менше 900. Подібне ж скорочення чисельності спостерігалося з тих же причин в Руанді і Бурунді; політична нестабільність в цих країнах сильно ускладнює ведення точних підрахунків.

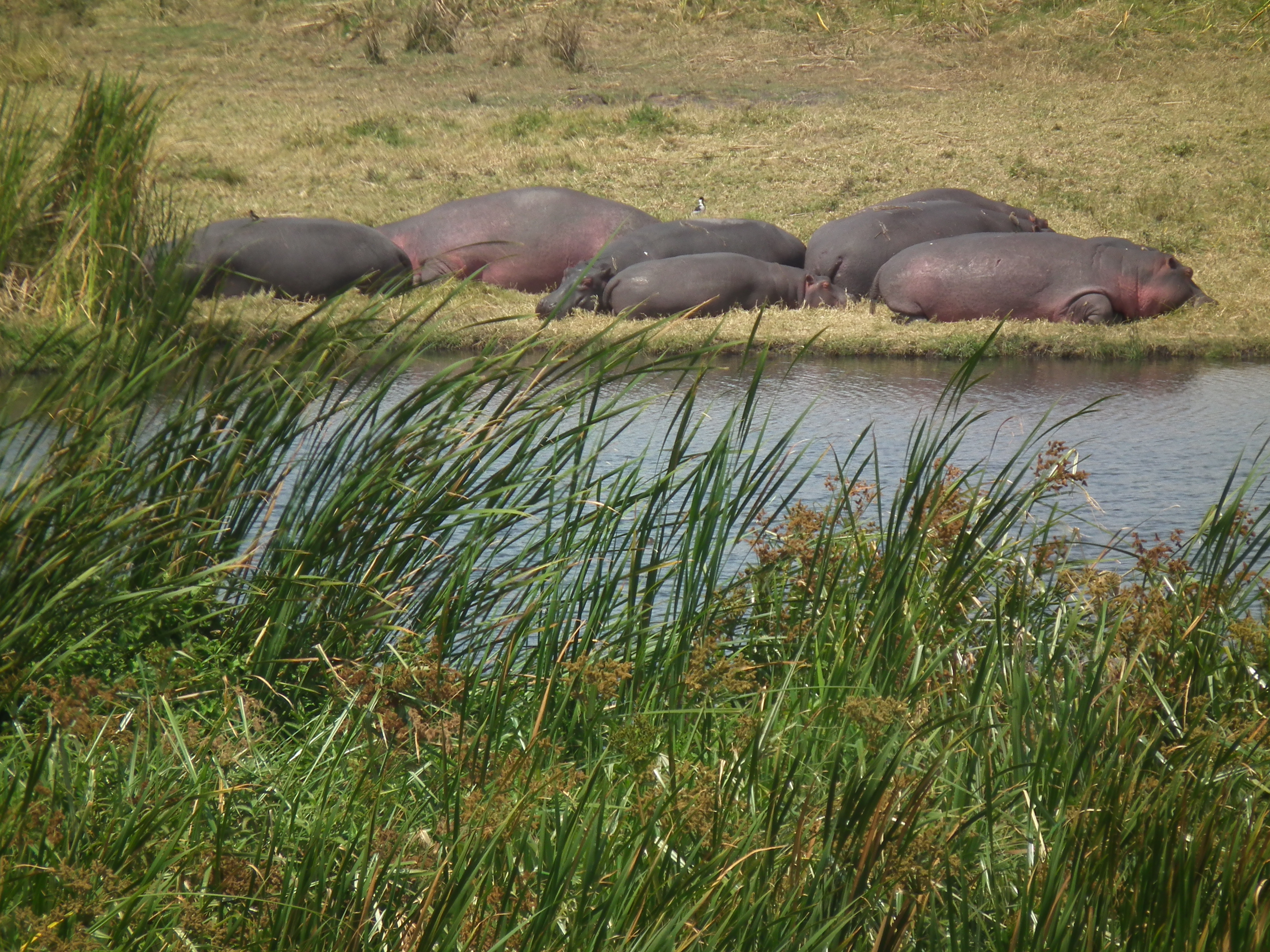
Бегемоти у типовому біотопі, Танзанія

На половині ареалу відмічено падіння чисельності в порівнянні з серединою 1990-х років (в цілому, мабуть, на 7-10 %). Сучасний охоронний статус бегемота — вразливий (англ. Vulnerable). Ще в 1996 році статус був набагато сприятливішим — у стані найменшої загрози (англ. Least concern). Фахівці МСОП очікують, що протягом наступних трьох поколінь (приблизно 30 років) популяція гіпопотамів скоротиться на третину від нинішньої чисельності.

### Місця проживання і міграції
Біотоп гіпопотама — береги водойм, причому виключно прісних. Втім, в ряді місць Західної Африки бегемот зустрічається в естуаріях рік або біля місць їх впадання в море, але в будь-якому випадку він ніколи не мешкає в морській воді. Проте, відомі випадки, коли бегемоти виявлялися в морі, перепливаючи протоки або намагаючись дістатися до островів. Так, бегемоти без великих труднощів перебиралися з материка на острів Занзібар, перепливаючи 30-кілометрову протоку. Про здатність бегемотів перетинати невеликі морські протоки свідчить наявність невеликої популяції на островах Біжаґош біля узбережжя Гвінеї-Бісау.
Наявність водойми є необхідним фактором для проживання бегемотів. Це не обов'язково повинні бути великі річки або озера; бегемотам досить і порівняно невеликих грязьових озер в савані. Головне, щоб водойма відповідала двом умовам — була досить великою, щоб в ньому могло розміститися ціле стадо, і не пересихала протягом усього року, щоб гіпопотами могли користуватися нею навіть у сухий сезон. У вологих дощових лісах (наприклад, в масивах джунглів басейну Конго) бегемоти відсутні, за винятком берегів найбільших річок. Обов'язковим фактором також є наявність трав'янистих низин поблизу водойми, необхідних бегемоту для годівлі.

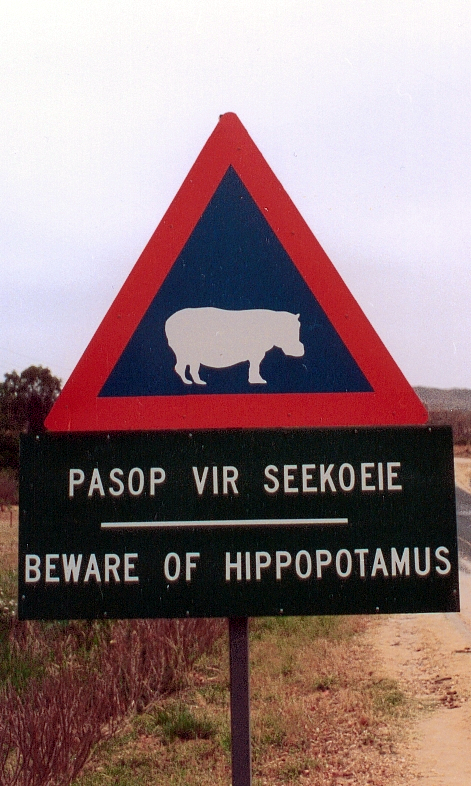
Знак, що попереджає про можливість зустрічі з гіпопотамом (ПАР, Національний парк Крюгера).

При настанні несприятливих умов бегемоти переходять з однієї водойми до іншої за наявності такої. Цікаве свідчення цього було недавно відзначено в одному з сафарі-парків Ізраїлю поблизу міста Рамат-Ган. Одне зі штучних озер, населених гіпопотамами, почало пересихати, проте звірі залишалися в ньому, поки його глибина не зменшилася до півметра. Тоді бегемоти всі разом пішли з озерця і переселилися в інше, більш глибоке. Адміністрації парку, щоб повернути бегемотів, довелося витратити чимало коштів на термінове поглиблення першої водойми.
Однак гіпопотами не здатні до далеких сухопутних міграцій і в разі відсутності їжі або пересихання водойми зазвичай сильно страждають, не в змозі вирушити до сприятливішого місця, якщо вони є досить далеко. Один з британських зоологів в 1930-і роки під час вкрай сильної посухи спостерігав тисячі бегемотів, що лежали в мулі пересохлих водойм. Вони були знесилені до такого ступеня, що не могли піднятися. У той же час відомі окремі особини, які з незрозумілих причин виявляють схильність до дуже далеких переходів. Так з 1928 по 1931 роки самка бегемота, що отримала кличку Губерта, пройшла понад 1600 км по території нинішньої ПАР. Наявність бегемотів у знаменитому кратері Нґоронґоро демонструє їх здатність долати досить високі і обривисті схили, інакше вони не були б у цьому заповіднику, що є кальдерою стародавнього вулкана, оточеною високим скелястим валом.
Там, де бегемотів багато, їх гній грає дуже істотну роль в місцевій екосистемі. Наприклад, в озерах Африканського Рифту колосальні вилови тиляпії були можливі насамперед завдяки великій кількості бегемотів, послід яких, потрапляючи у воду, ставав живильним середовищем для розмноження фітопланктону, який зі свого боку був їжею для промислових риб. Відповідно, зникнення гіпопотамів практично завжди призводило до різкого зниження вилову. В останні роки так сталося, наприклад, в Демократичній Республіці Конго, де, як згадувалося вище, громадянська війна і розруха призвели до винищення більшої частини бегемотів. Це завдало колосального удару по добробуту рибалок, які займалися промислом на озері Едуард. Багаторазове зменшення поголів'я промислових риб було викликано тим, що з 10 тис. бегемотів, що мешкали на цьому озері в 1970-і роки, до 2005 року залишилося лише 600.

## Спосіб життя

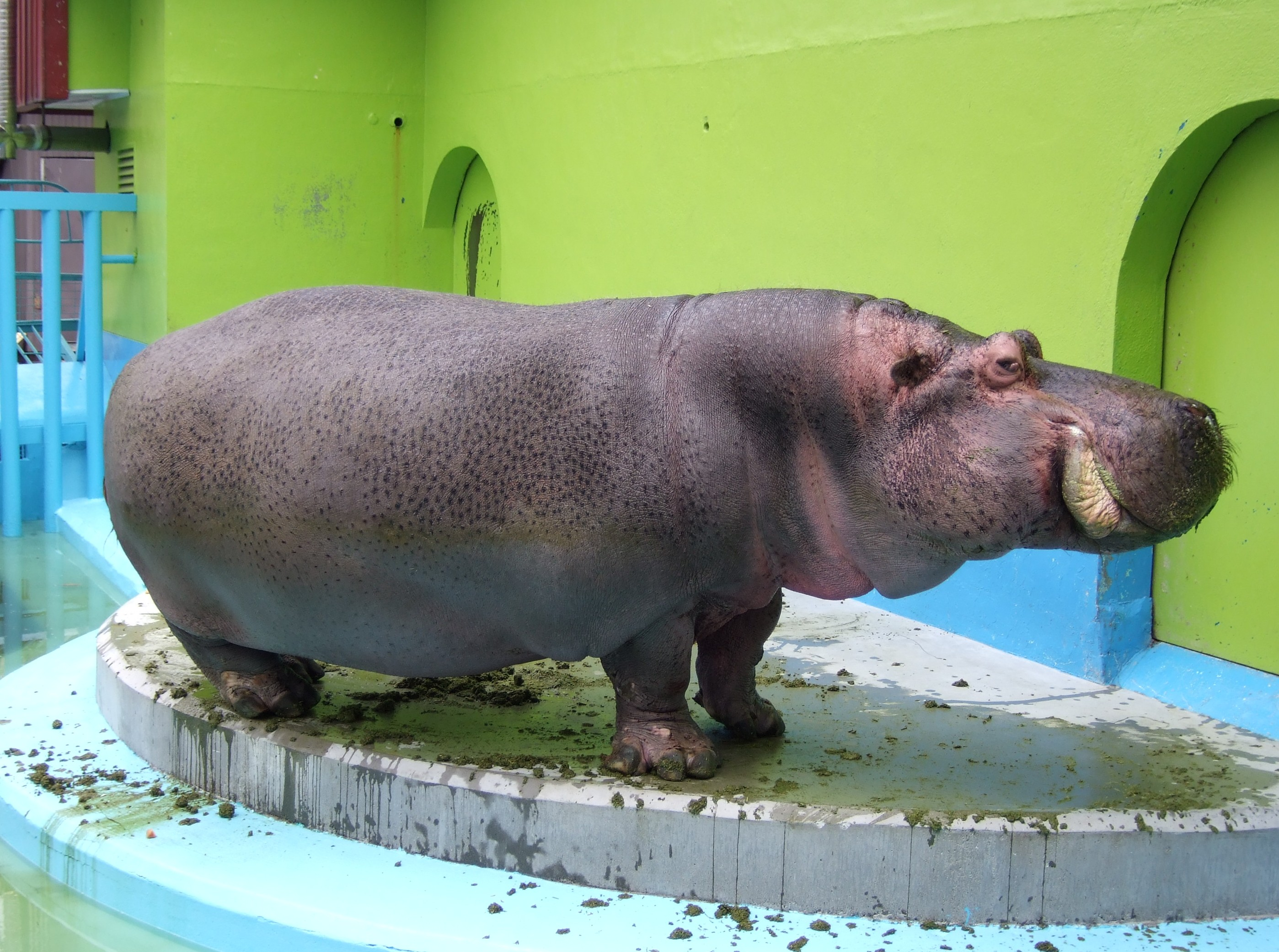
Бегемот у зоопарку Обіхіро.

### Поведінка
Життя бегемотів підпорядковане суворому добовому ритму. Більшу частину світлого часу доби гіпопотами проводять у воді, де сплять або дрімають на мілинах, майже занурившись і виставивши лише верхню частину голови і спини. На спині бегемота, з метою погрітися в сонячних променях, можуть розміщатися навіть черепахи, з чим він — залюбки погоджується. З настанням темряви вони вирушають на годівлю і повертаються на світанку.
Дорослі самці, що не мають гаремів, найчастіше живуть поодинці. Між такими самцями особливо часто виникають бійки за територію. Зіткнення бегемотів починаються з певного ритуалу: спочатку противники довго стоять один проти одного, широко розкриваючи пащу і демонструючи ікла. Бійки бегемотів зазвичай тривають довго (до двох годин) і бувають дуже жорстокими. Розлючені гіпопотами наносять один одному страшні рани, причому переможець часто переслідує переможеного суперника, який втікає. Смертельні випадки в таких поєдинках є звичайними. Нерідко, втім, справа не доходить до бою, тоді самець, який вважає себе переможеним, пірнає і швидко йде від противника під водою.
Бегемоти, що вийшли на берег, проявляють особливу агресивність. Вони не терплять сусідства навіть своїх родичів і відганяють всіх великих тварин, які наближаються. Трапляється, що гіпопотами вступають у бійку навіть зі слонами або носорогами. Відомий професійний мисливець Джон Хантер був свідком зіткнення бегемота і носорога, в результаті якого, обидві тварини загинули:
|  | Одного разу на березі озера я побачив, як зустрілися гіпопотам з носорогом. Обидва були зрілими самцями. Зіткнувшись, вони вбили один одного. Гіпопотам, очевидно, вийшов на берег, щоб попастися в розкішній траві. Тут він зустрів носорога, що спустився попити. Жоден з них не побажав іншому поступитися дорогою. Стався жахливий бій. Спина носорога була порвана величезними щелепами гіпопотама. Гіпопотам же був в декількох місцях сильно пропорений рогом носорога. Обидва звіри лежали за кілька футів один від одного, загинувши в результаті абсолютно безглуздої дуелі. Безсумнівно, тут було порушено питання честі. |

Дорослі досвідчені самці (у віці 20 років і старші) займають свою індивідуальну ділянку берега, протяжність якої становить зазвичай 50-100 метрів на річках і 250—500 метрів на озерах. Бегемот користується однією і тією ж ділянкою протягом досить довгого часу — реєструвалися випадки, коли самець володів своєю ділянкою протягом 8 років. На озерах цей термін коротший. В межах своєї ділянки домінантний самець, як правило, терпимо ставиться до присутності інших, слабших самців, яких намагається лише не допускати до спаровування.

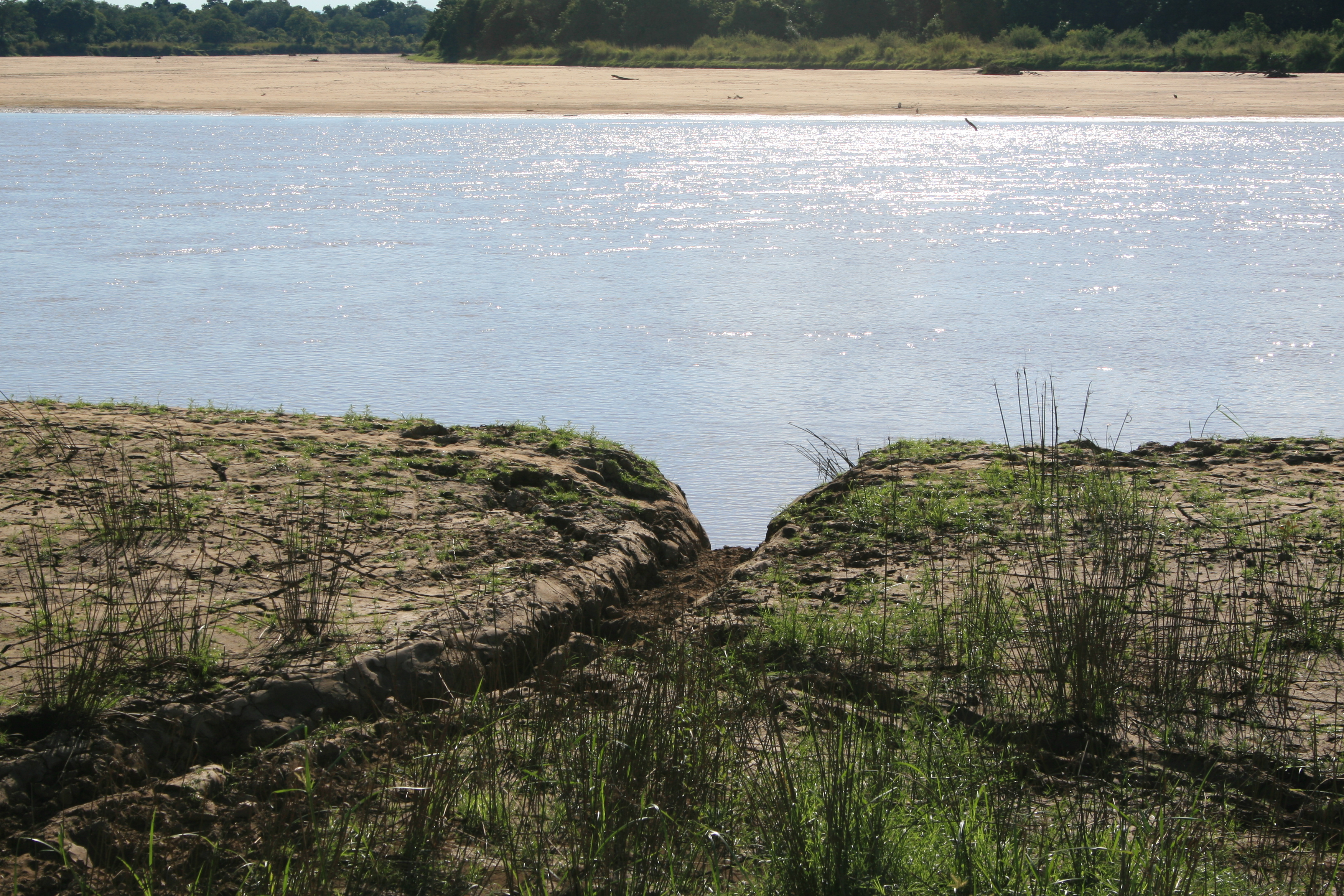
Стежка бегемота (Замбія, берег річки Луангва).

Кожен дорослий самець бегемота, виходячи з води і вирушаючи на жирування (годівлю), зазвичай користується однією і тією ж індивідуальною стежкою. У м'якому ґрунті ці стежки (особливо, якщо ними користуються кілька гіпопотамів) швидко перетворюються в широкі і глибокі — до півтора метра — канави. Якщо бегемоти користуються стежкою протягом багатьох років, то такі канави утворюються навіть у камені. Там, де бегемотів багато, їх стежки — одна з найбільш помітних рис ландшафту: обривисті береги бувають розсічені ними через кожні кілька десятків метрів. Переляканий бегемот, кидаючись до річки, часто ковзає по такій канаві на череві, розвиваючи дуже високу швидкість, особливо якщо канава спускається до води під великим ухилом. Бегемот, що сковзає, повернути з дороги вже не може, тому людина або тварина, що попалися йому на шляху, будуть неминуче розчавлені.

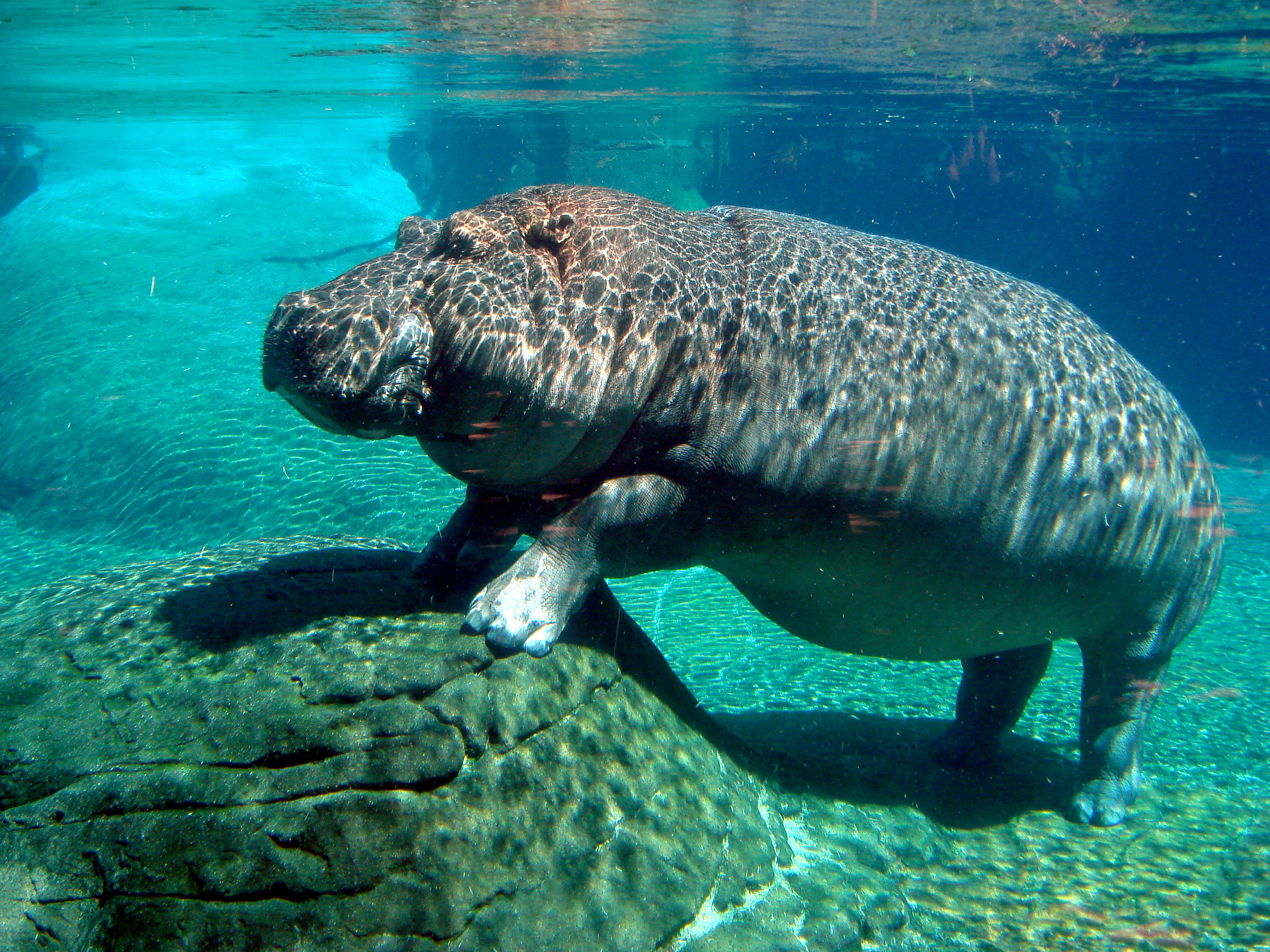
Пірнаючий бегемот в зоопарку Сан-Дієго.

Пірнаючий бегемот щільно закриває ніздрі і притискає вуха. Сплячий бегемот постійно підіймається для дихання, роблячи це рефлекторно. У воді бегемот може ходити по дну, під час плавання він робить такі ж рухи ногами, як при ходьбі. Виринаючи після довгого занурення, звір з шумом видихає повітря, змішане з бризками води. При цьому, особливо в прохолодну погоду, пара, що міститься у видихнутому повітрі, конденсується і утворює помітні фонтани (точно таке ж явище відбувається при видиху у китів). Дорослий бегемот може досить довго знаходитися під водою, затримуючи дихання зазвичай на 3-5 хвилин, часто до 6 і навіть до 10 хвилин. 2-місячне дитинча зазвичай виринає кожні 20-40 секунд. Частота дихання дорослого гіпопотама — 4-6 разів на хвилину (в середньому 5), але у звіра, який випірнув після довгого перебування під водою, частішає в кілька разів. 
Зазвичай гіпопотам пересувається кроком. У рідкісних випадках він може бігти зі швидкістю до 30 км/год, але його найшвидший алюр — важка і досить повільна рись.

### Стада бегемотів

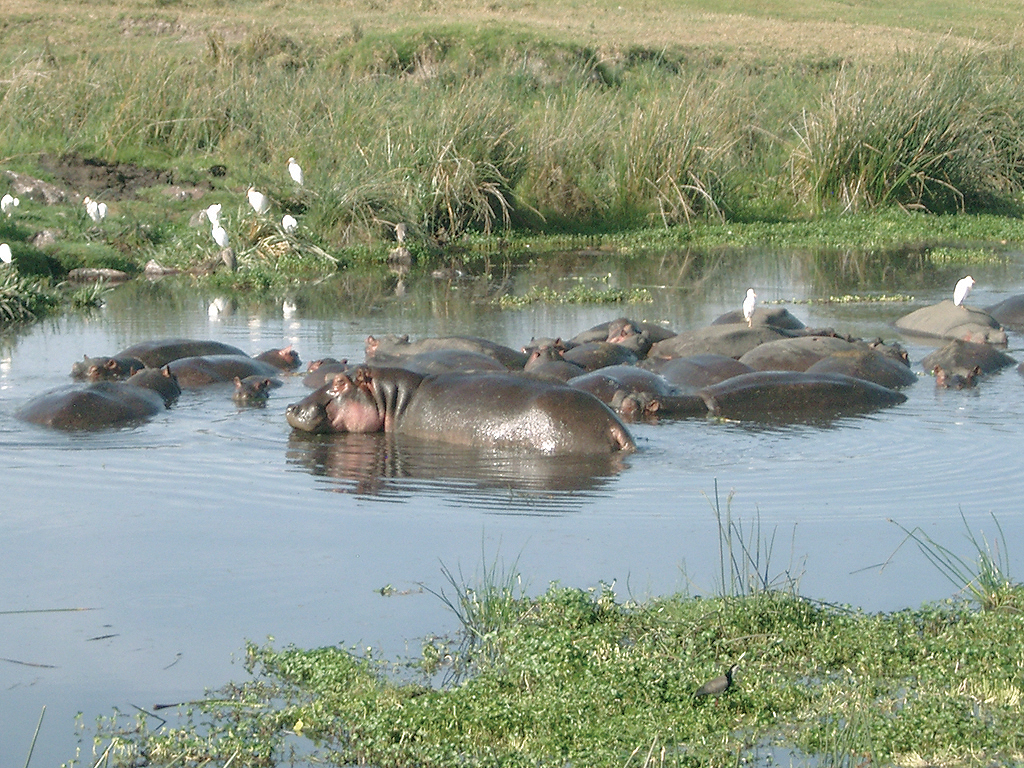
Стадо бегемотів у Нгоронгоро.

Зазвичай бегемоти тримаються невеликими групами із 20-30 особин, хоча зрідка зустрічаються великі стада, до 150 і навіть 200 голів. Групи бегемотів збиваються у великі стада при настанні несприятливих умов, зазвичай під час пересихання більшої частини водойм. В таких скупченнях зазвичай відбуваються жорстокі бійки самців за місце в ієрархії; взагалі при такому масовому скупченні агресивність гіпопотамів підвищується.
Молоді, статевонезрілі самці, що залишилися без доступу до самок, часто утворюють окремі невеликі «холостяцькі» стада. Самки ж зазвичай залишаються в стаді, де народилися. Склад стада самок, мабуть, залишається більш-менш постійним протягом декількох місяців. Дорослі самці, що залишилися без гаремів, тримаються частіше поодинці. Стадо в спокійному стані тримається компактно; самки з молодняком при цьому перебувають посередині. Навіть домінантний самець, якщо він спробує пробратися всередину скупчення самок, виганяється ними.

### Комунікація між бегемотами
Обмін голосовими та іншими комунікативними сигналами має важливе значення в житті гіпопотамів, дозволяючи, наприклад, ідентифікувати один одного. Гіпопотами мають досить розвинену систему голосової комунікації — існують різні сигнали, що виражають небезпеку, агресію і т. д. У цілому голос бегемота не відрізняється різноманітністю — це або рев, або рохкання. Рев бегемота — один з найбільш характерних і відомих звуків африканської дикої природи. Спілкування з родичами відбувається за допомогою коротких утробних ревучих звуків. Самка в період спарювання, приваблюючи самця, видає гучне мукання. Бегемот може також видавати звук, схожий на кінське іржання, що, можливо, і стало причиною його назви в грецькій мові — «річковий кінь». Звір також часто фиркає і з шумом випускає повітря з ніздрів, що, як правило, є ознакою подразнення і агресивних намірів, але це може бути також сигналом тривоги (наприклад, при наближенні хижаків).

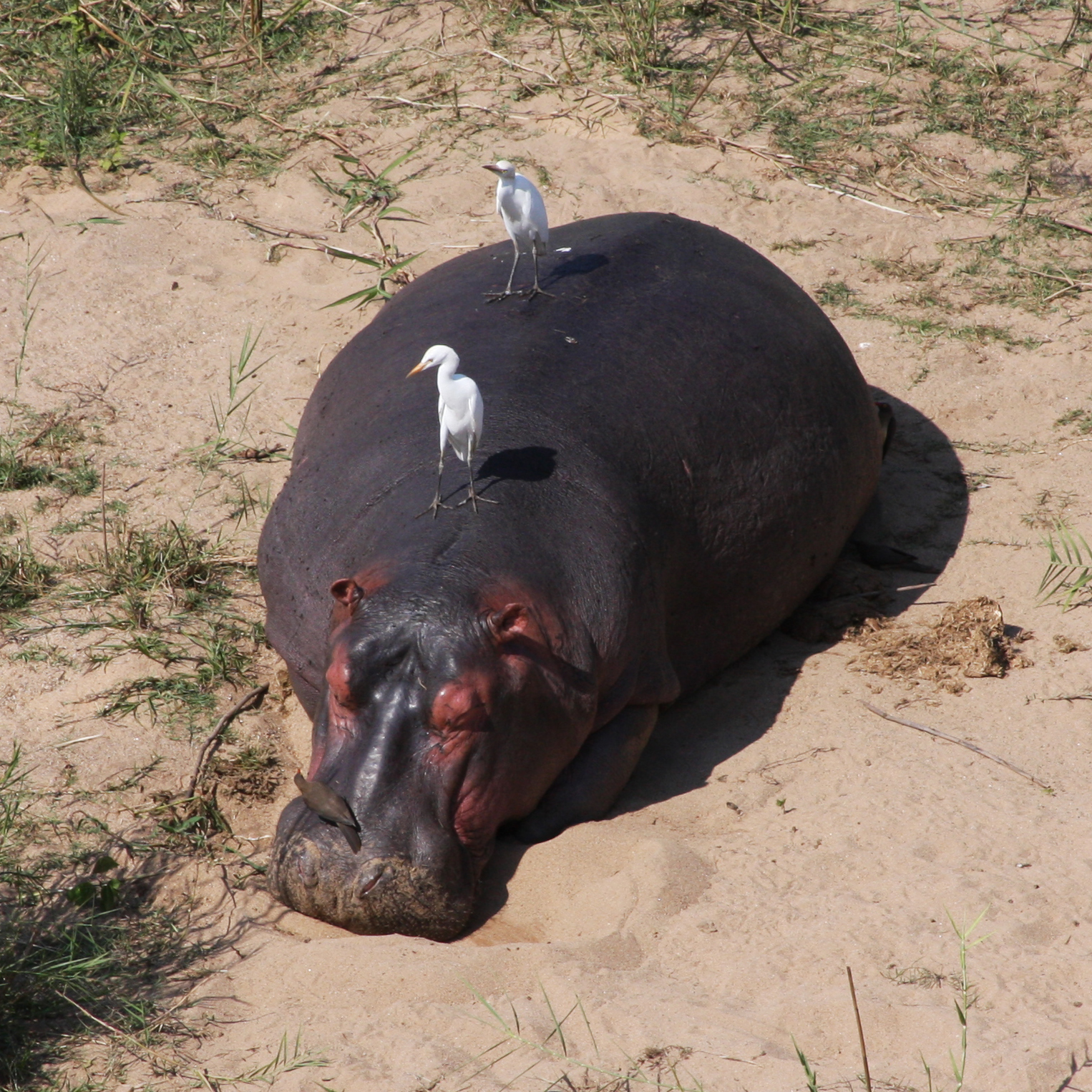
Бегемот часто не звертає увагу на птахів, що сідають йому на спину (ПАР, Національний парк Крюгера).

Голос гіпопотама дуже гучний — до 110 децибел; в тиху погоду він розноситься по воді на багато сотень метрів. Відомо, що бегемот може видавати рев, навіть пірнувши, коли його паща і ніздрі щільно закриті. Звір також часто реве, ледь виставивши голову з води, коли паща і глотка перебувають під поверхнею. Його рев при цьому все одно добре чути, оскільки шар жиру, що оточує глотку, добре пропускає звук. За словами фахівців МСОП, бегемот — єдиний із ссавців, здатний видавати голосові сигнали і на суші, і у воді. У той же час механізм подачі сигналів під водою вивчений ще недостатньо; недостатньо відомий також і механізм їх сприйняття бегемотами, що перебувають під водою. Гіпопотам, що вийшов на сушу, зазвичай мовчить. Мабуть, важлива роль в комунікації відводиться нюху і дотикам до родичів, а також різноманітним позам. Так, наближаючись до домінантного самця, слабший гіпопотам приймає характерну позу підпорядкування, опускаючи голову і тримаючи її схиленою. Широко розкрита паща самця є, як правило, демонстрацією сили, хоча зустрічається думка, що часто гіпопотам випускає таким чином гази, що утворюються в травному тракті при бродінні з'їденої трави.
Винятково важливе значення має розбризкування бегемотами екскрементів і сечі. Самець постійно, здійснюючи швидкі пропелероподібні обертальні рухи хвостом, розбризкує послід, як на суші, так і у воді. При цьому шматочки посліду розлітаються дуже далеко в сторони, залітаючи навіть в крони дерев, на що з подивом звертали увагу багато спостерігачів XIX століття. Ймовірно, основне значення це має як комунікативний сигнал, лише в другу чергу — як спосіб мічення території. Самка розбризкує послід набагато рідше. Звичка бегемота розбризкувати послід робить його утримання в зоопарку досить клопітким — працівники змушені кілька разів на день мити стіни приміщень, які звір постійно бруднить гноєм. Свої індивідуальні ділянки самці мітять купами екскрементів, що досягають солідних розмірів — до 1 м висоти і 2 м в діаметрі. Ці купи підновлюються щодня. Таким же чином самець мітить і свої стежки. Купи посліду, що залишаються бегемотом в межах своєї ділянки проживання, ймовірно, служать для нього також орієнтиром.
Мітки, що залишаються за допомогою сечі, дозволяють гіпопотамам не тільки впізнавати окремих індивідуумів, а й отримувати інформацію про готовність самки або самця до спаровування. Нюхова система бегемота влаштована таким чином, що, пірнувши, він може набирати в ніздрі певну кількість води і впізнавати своїх родичів за запахом розчиненої в ній сечі.

## Живлення

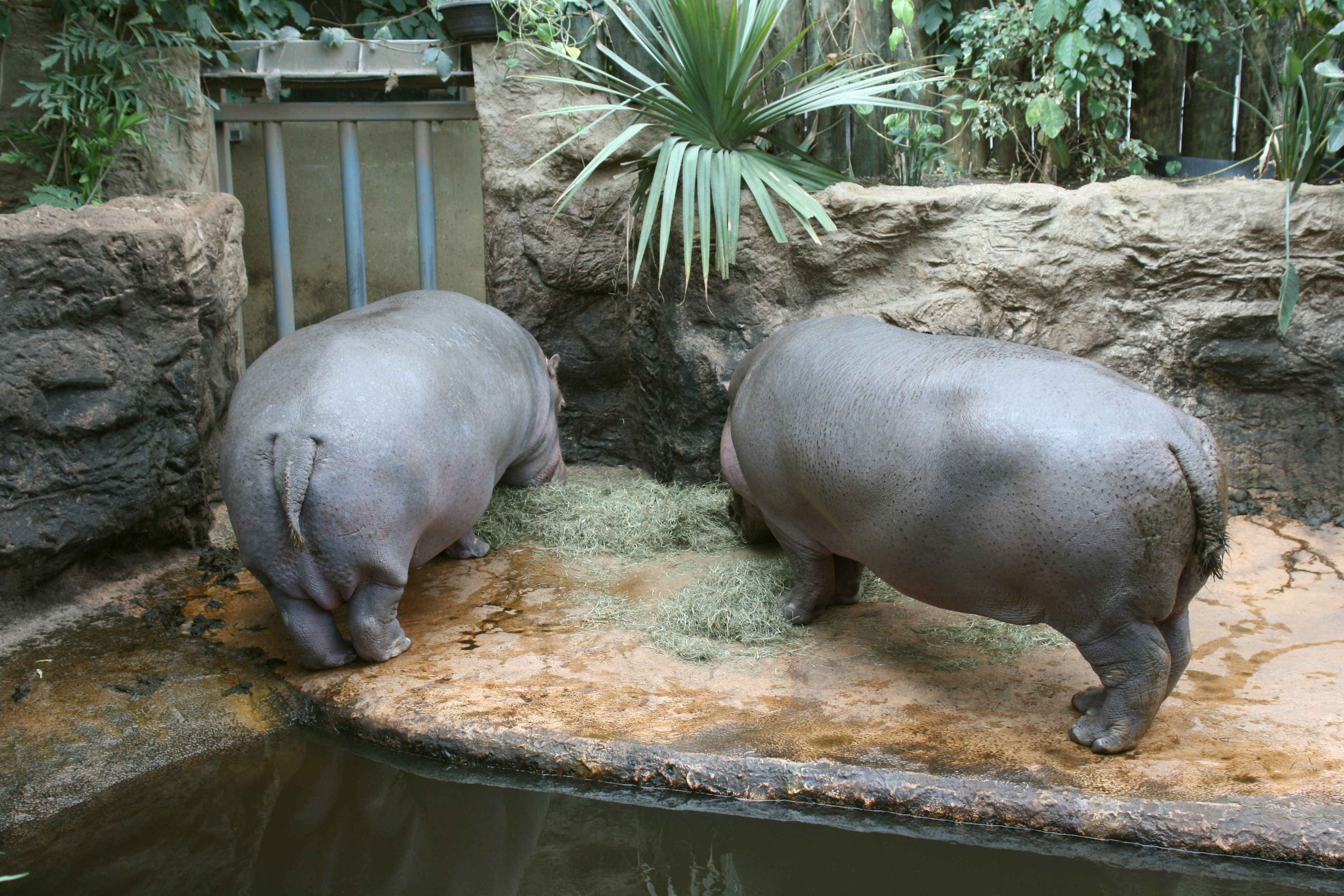
Бегемоти їдять сіно в зоопарку Гельзенкірхена.

Гіпопотамів традиційно відносять до травоїдних тварин. Однак останнім часом з'явилися пропозиції вважати їх факультативними хижаками. Корм бегемотів — навколоводна або наземна трава. Цікаво, що гіпопотам ніколи не вживає в їжу водну рослинність. В Уганді в раціон гіпопотамів входять 27 видів трав'янистих рослин. Зазвичай бегемоти пасуться на суші, кусаючи траву своїми ороговілими губами під самий корінь. У місцях інтенсивного пасіння бегемотів трава буває буквально вистрижена ними. Бегемот може з'їсти в день до 70 кг корму, але в середньому задовольняється приблизно 40 кілограмами, що становить приблизно 1,1-1,3 % від ваги тварини. Величезна довжина кишечника (до 60 м) дозволяє гіпопотаму перетравлювати корм з набагато більшим ступенем засвоюваності, ніж це спостерігається, наприклад, у слонів. Тому раціон бегемота за вагою вдвічі менший, ніж кількість корму, що поїдають інші товстошкірі, наприклад носороги.
Під час годівлі бегемот зазвичай тримається окремо і не дозволяє наближатися іншим особам, хоча в інший час звір майже постійно знаходиться в стаді. На жируваннях пасуться поруч лише самки з маленькими дитинчатами.
Є інформація про хижацькі звички бегемотів і поїдання ними м'ясної їжі. Наприклад, двоє провідників повідомили, що бачили, як бегемоти ловили і пожирали газелей Томсона, які намагалися переплисти річку Мара. У Зімбабве в 1995 році нібито спостерігали, як бегемот зловив і намагався з'їсти антилопу-імпалу. З Ефіопії приходили повідомлення, що в області Каффа бегемоти систематично нападали на стада корів і завдавали їм помітної шкоди. На думку інших спостерігачів, поїдання бегемотами м'яса родичів, які загинули від сибірської виразки, призводило до швидкого поширення цієї хвороби серед популяцій гіпопотамів в Уганді і Замбії. Бегемоти можуть поїдати м'ясо (як падаль, так і м'ясо спійманих тварин) в разі гострої нестачі в організмі мінеральних солей.
Бегемоти здійснюють переходи до місць годівлі, віддаляючись від водойми на сотні метрів, а часом кілометри. Відзначалися випадки, коли вони жирували на відстані 3,2 км від води, але зазвичай гіпопотами не відходять далі, ніж на 3 км. У пошуках корму бегемот по воді може подолати понад 30 км.

## Розмноження
Розмноження гіпопотамів залишається вивченим досить слабо в порівнянні з розмноженням інших великих травоїдних Африки, наприклад, слонів і носорогів. Самки досягають статевої зрілості у віці від 7 до 15 років, самці в 6-14 років. В середньому вік настання статевої зрілості — 7,5 років у самців і 9 років у самок. Мабуть, термін розмноження бегемотів прив'язаний до сезонних змін погоди. Як правило, спаровування відбувається два рази в рік, в лютому і серпні. Приблизно 63 % дитинчат з'являються на світ протягом сезону дощів. Після появи дитинчати самка здатна завагітніти тільки після 17 місяців.

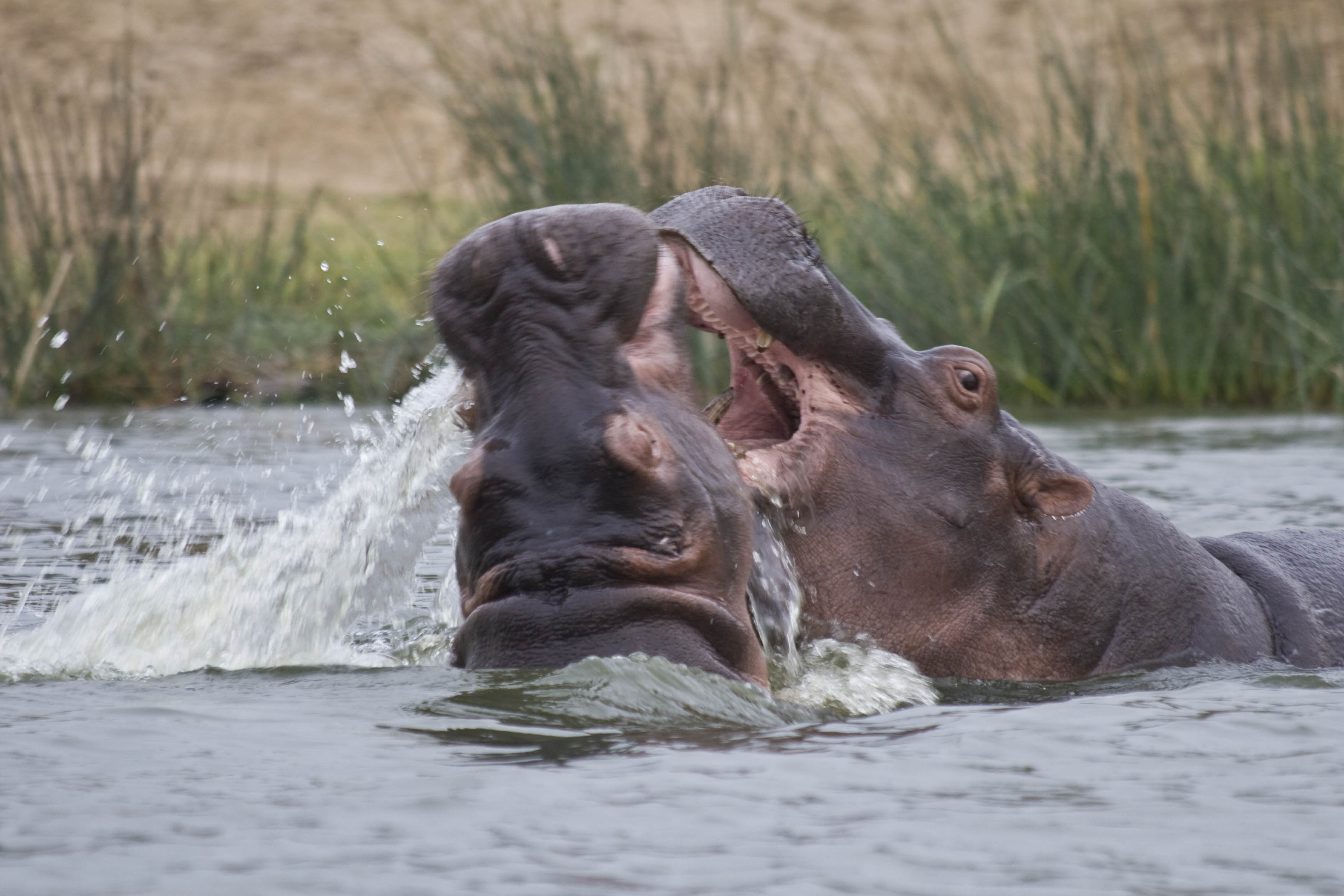
Бійка бегемотів-самців (Уганда).

У стаді бегемотів зазвичай лише один, домінантний, самець спаровується з самками. Це право йому зазвичай доводиться відстоювати в бійках з іншими самцями. Такі сутички тривають часом годинами і носять виключно запеклий характер. Бегемоти рвуть один одного іклами і вдаряють головою, завдаючи інколи дуже серйозні травми, при цьому смертельні випадки є звичайними. Шкіра дорослих самців завжди густо покрита шрамами від зубів суперників. Самець, який програв бій, часто віддаляється від родичів і тримається відокремлено. Однак досить часто інші самці також беруть участь у спаровуванні. Саме спаровування відбувається у водоймі, на мілководді.
Вагітність триває 8 місяців (240 днів), за іншими даними 227—240 днів. Перед пологами самка віддаляється від стада. Більшість джерел повідомляють, що самка народжує в воді, проте є свідчення, що пологи можуть відбуватися і на суші, причому в цьому випадку самка споруджує перед пологами подобу гнізда з утоптаної трави і кущів. Дитинча народжується завжди одне, вагою 27-50 кг, частіше близько 40 кг, і має довжину тіла близько 1 м і висоту в плечах близько 50 см. Після того, як дитинча з'являється на світ, мати підштовхує його до поверхні для дихання, інакше дитинча, яке не здатне затримувати дихання довше, ніж на 40 секунд, може захлинутися. Вже через 5 хвилин новонароджений здатний триматися на ногах.

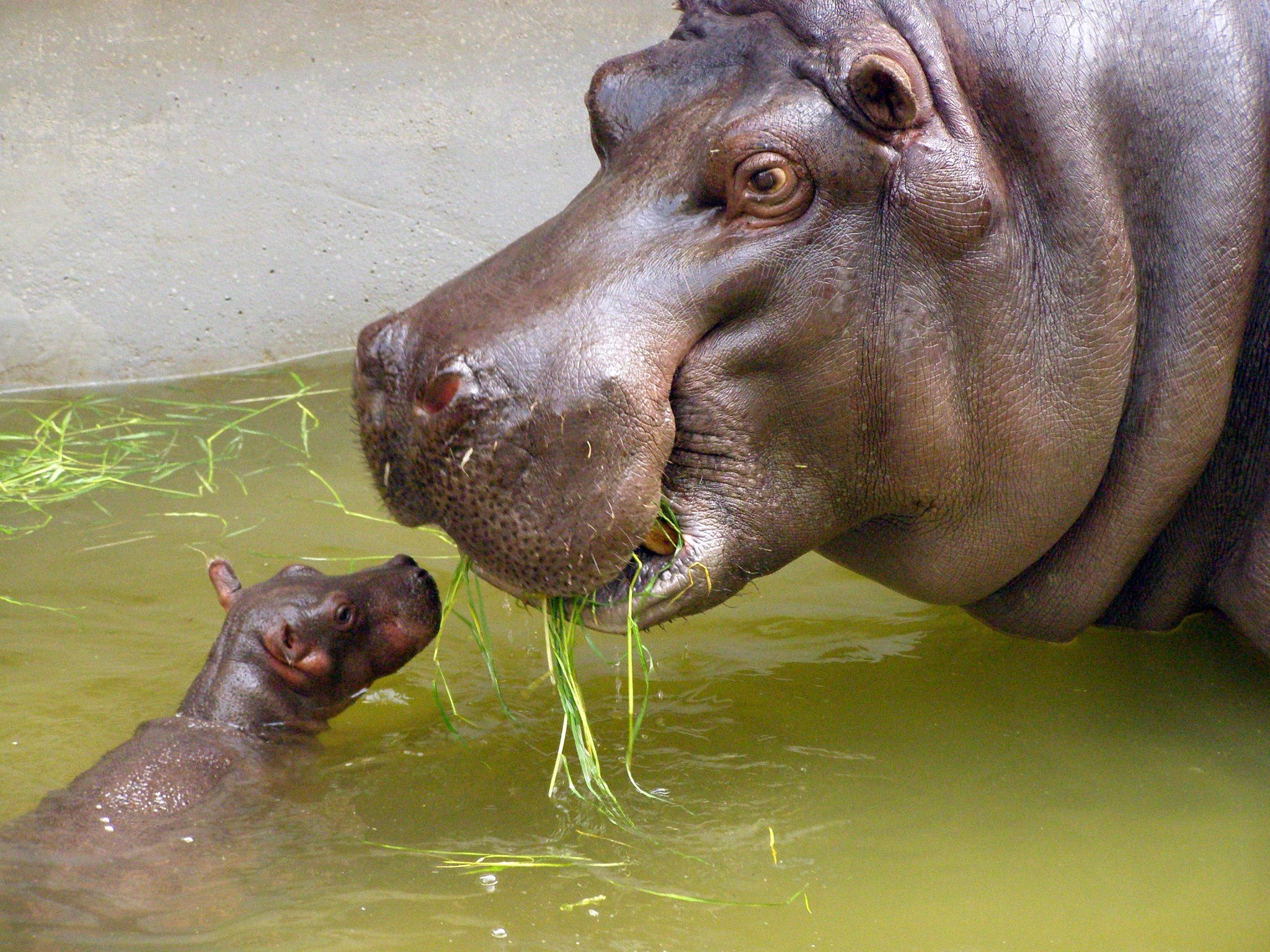
Самка бегемота з новонародженим дитинчам в зоопарку Антверпена.

Перший час самка нічого не їсть, постійно перебуваючи поруч з новонародженим, поки він не зміцніє достатньо, щоб вибиратися на берег. Мати залишається з дитинчам поза стадом близько 10 днів. Тривалість лактації — 18 місяців. Дитинча смокче молоко як на суші, так і у воді; бегемот — один з рідкісних прикладів ссавців, поряд з китоподібними і сиренами, чиє дитинча здатне смоктати молоко під водою. При цьому воно закриває ніздрі і щільно притискає вуха.
Швидкість розмноження бегемотів помітно вища, ніж у інших великих тварин Африки. Це відбувається завдяки ранньому статевому дозріванню бегемотів і значно коротшому, ніж, наприклад, у слона, терміну вагітності (8 місяців в порівнянні з 22), а також тому, що самки бегемота приносять потомство раз в два роки, що вдвічі частіше, ніж у слонів. Тому при відсутності зовнішньої загрози окремі популяції бегемотів здатні до досить швидкого відновлення, в ряді випадків показуючи приріст 10 % в рік.

## Природні вороги і хвороби

### Вороги у тваринному світі
У природі в дорослого бегемота мало ворогів. Серйозну небезпеку для нього може становити тільки лев або нільський крокодил. Однак дорослий самець бегемота через свій великий розмір, величезну силу і довгі ікла може виявитися непосильною здобиччю навіть для кількох левів, що діють разом. Якщо, звичайно, він буде мати можливість відступити до води. Описано, як на дебелого гіпопотама напали відразу три леви, але той виявився здатним втекти від них у воду, затягнувши туди разом із собою і всіх трьох хижаків, які були змушені залишити бегемота і рятуватися вплав. Самка бегемота, захищаючи дитинча, виявляє таку силу і лють, що також може відбити напад левів. Відомий випадок, коли два леви намагалися поцупити дитинча, але його мати, прийшовши на допомогу, втопила одного з нападників в рідкому мулі. Але все ж леви часто вбивають дорослих гіпопотамів, якщо їм вдається застати їх на суші, далеко від води.

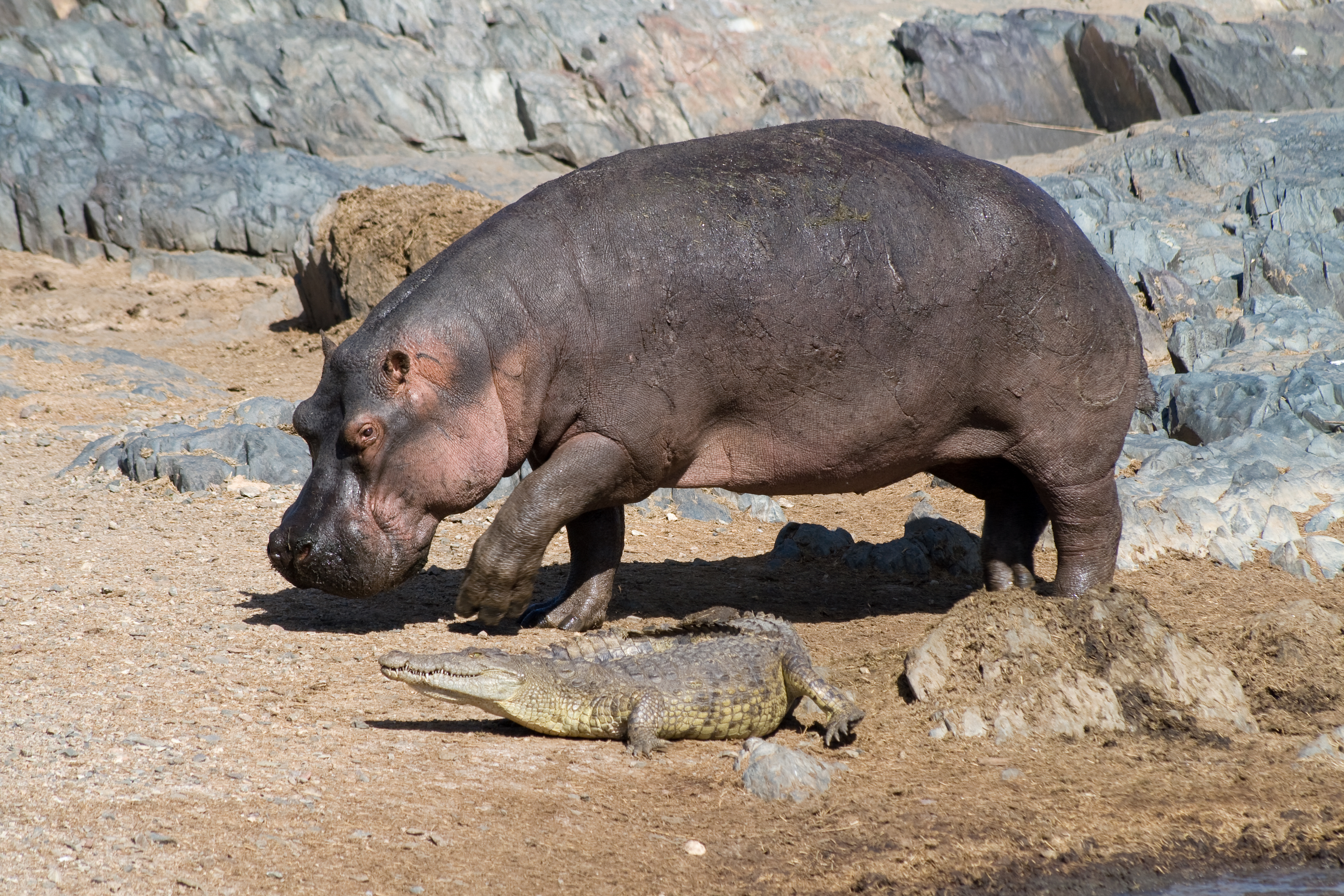
Бегемоти в природі мирно співіснують з нільськими крокодилами (Серенгеті).

Нільські крокодили і бегемоти, як правило, не конфліктують один з одним й іноді навіть можуть спільно відганяти від водойми потенційних супротивників. Самки бегемотів, як відомо, залишають підростаючий молодняк з крокодилами, для його захисту від левів і гієн, а молоді крокодили навмисно залазять на спини дорослим гіпопотамам. Однак, в деяких випадках, великі самці гіпопотамів і самки з малюками можуть вести себе агресивно щодо крокодилів, а крокодили можуть поїдати дитинчат бегемотів. Існують також деякі повідомлення про вдалі напади великих нільських крокодилів на дорослих бегемотів, навіть самців, особливо якщо ті хворі або поранені. У деяких районах, де в результаті діяльності людини впала чисельність крокодилів, після цього різко зросла чисельність бегемотів, що говорить про те, що крокодили так чи інакше контролюють їх популяцію.
Дитинчата, що залишилися, навіть тимчасово, без материнського нагляду, часто стають жертвою не тільки левів або крокодилів, але і гієн, леопардів і гієнових собак. У різних джерелах дані смертності молодняку на першому році життя з природних причин сильно різняться — від 12 % до 45 %, хоча це може бути викликано дією різних факторів в окремих популяціях гіпопотамів. Серйозна загроза для маленьких дитинчат походить від дорослих бегемотів, які в тісноті стада можуть затоптати їх, незважаючи на те, що самки намагаються не підпускати інших гіпопотамів до потомства.

### Хвороби
У дикій природі значну шкоду бегемотам може наносити сибірська виразка. Спалахи цієї хвороби призводили до значного зниження чисельності бегемотів. Один з найбільших таких спалахів відзначено у 1987 році в долині річки Луангва в Замбії — тоді протягом 167-кілометрової ділянки берега річки нарахували понад 1420 туш бегемотів, полеглих від сибірської виразки, а загальні втрати місцевої популяції перевищили, мабуть, 4000 голів (близько 21 % популяції, але в окремих стадах загинуло більше половини тварин). Серед інших небезпечних хвороб відзначалися сальмонельоз і бруцельоз, якими нерідко заражалися корінні жителі після поїдання м'яса хворих бегемотів. У минулому бегемоти також були схильні до чуми великої рогатої худоби, хоча, мабуть, вони були менш сприйнятливі до цієї хвороби, ніж інші копитні.
Серед бегемотів, що містяться в зоопарках, з інфекційних захворювань найчастіше зустрічаються туберкульоз і некробацильоз. При годуванні неякісним сіном, що містить цвілеві гриби, у гіпопотамів можуть розвиватися мікотоксикози, які проявляються в запаленні кишечника і ураженні кісткового мозку.

### Тривалість життя
Тривалість життя бегемота в дикій природі — до 40 років. Англійські фахівці, що досліджували в Уганді зв'язок між ступенем зношеності корінних зубів і віком бегемотів, стверджували, що з 1244 досліджених зразків їм жодного разу не попався бегемот, вік якого значно перевищив би 42 роки. Як би там не було, бегемот не здатний довго прожити після того, як його корінні зуби повністю зітруться.
У неволі бегемоти живуть значно довше, до 50 років, однак відомі випадки більшого довгожительства. Влітку 2011 року самка на прізвисько Донна, що перебувала в США в зоопарку Мескер в Евансвілі, досягла 60-річного віку. На той момент вона була найстарішою з живучих бегемотів. В середньому природне зменшення популяції бегемотів — близько 3 % у рік. Після першого року життя смертність бегемотів різко падає і серед звірів у віці від 3 до 35 років становить 2-3 %, але потім знову зростає до 26-49 %.

## Загрози сучасному поголів'ю

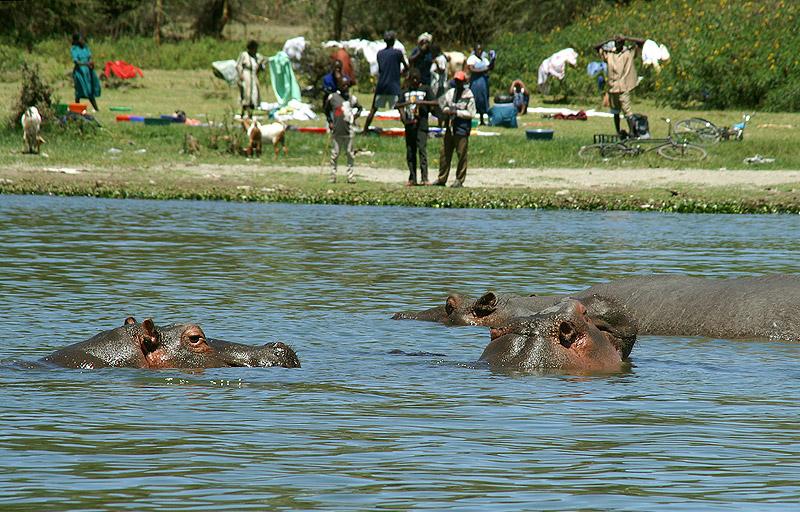
В місцях свого існування бегемоти опиняються в безпосередньому сусідстві з людиною (берег озера Найваша, Кенія).

Популяція бегемотів практично повсюдно відчуває сильний тиск з боку людини. Основних факторів, що ведуть до постійного зменшення чисельності цього звіра, два, і обидва вони добре вивчені. По-перше, це браконьєрське полювання на гіпопотамів африканським населенням заради м'яса і, меншою мірою, заради бегемотової кістки. По-друге, це руйнування місця існування, що відбувається через цілий ряд причин. Зростання населення Африки призводить до відведення для сільськогосподарських потреб все нових земель, при цьому часто розорюванню підлягають прибережні землі, які є місцями існування та годівлі гіпопотамів. Іригація, спорудження гребель і штучна зміна течії річок також вкрай негативно позначаються на чисельності бегемотів.
Масштаб нелегальної торгівлі бегемотовою кісткою дуже великий. Як мінімум у 1990-і роки цей бізнес мав тенденцію до розширення. Кількість вилученої у браконьєрів і торговців кістки обчислювалася в окремі роки десятками тонн — так, в 1991-92 роках було вилучено 27 тонн. Можливо, кримінальні ділки виявляють підвищену увагу до бегемотових іклів як альтернативі слонової кістки, добування і торгівля якою контролюються досить строго.
Фахівці Міжнародної Червоної книги стверджують, що дія факторів, які загрожують поголів'ю гіпопотамів, в найближчому майбутньому принаймні не ослабне.

## Бегемот і людина

### Стародавній світ

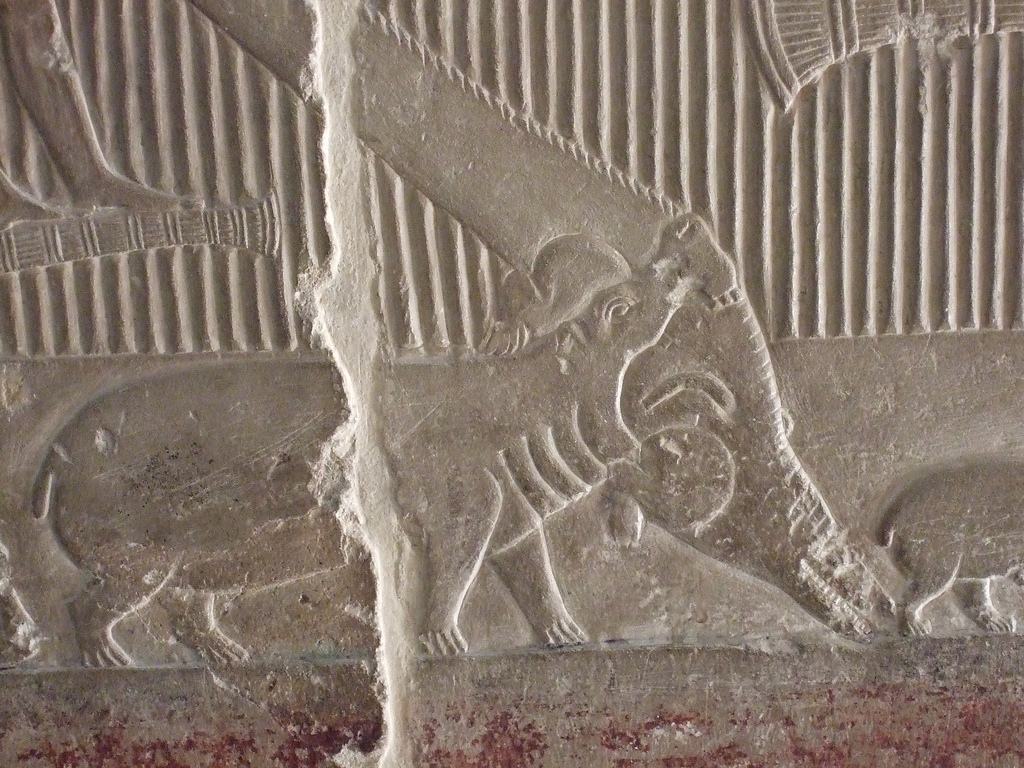
Давньоєгипетський рельєф з Саккари, на якому зображено сутичку бегемота з крокодилом (VI династія).

Людина знайома з бегемотом ще з доісторичних часів. Першим відомим державним утворенням, на території якого існувала велика популяція гіпопотамів, був Стародавній Єгипет. Незважаючи на релігійне шанування, єгиптяни часто полювали на гіпопотамів, добуваючи їх з човнів за допомогою ручних гарпунів. Відомі збережені до наших днів зображення сцен такого полювання за участю фараонів, знайдені, наприклад, в гробниці Тутанхамона. У Стародавньому царстві в Нижньому Єгипті існував своєрідний звичай, під час якого цар приносив у жертву богам бегемота.
Крім того, в Єгипті бегемоти, мабуть, іноді містилися у спеціально влаштованих загонах. Одного разу, за часів гіксоського панування, басейн з бегемотами став приводом для втручання в справи формально незалежної області Фів. Гіксоській фараон Апопі I направив до правителя Фів посланця зі своєрідним ультиматумом — він вимагав ліквідувати басейн з гіпопотамами, оскільки вони, нібито, своїм ревом не давали йому спати ні вдень, ні вночі. Фіви перебували в сотнях кілометрів від столиці гіксоських фараонів, Аваріса, тому послання мало явно провокаційний характер. Ультиматум привів до конфлікту з гіксосами, який закінчився поваленням їх влади в Єгипті.
Європейці познайомилися з гіпопотамом в античні часи. Стародавнім грекам бегемоти були відомі досить добре, принаймні вони згадуються у Геродота в його головній праці «Історія» (середина V ст. до н. е.). Бегемот був також добре відомий римлянам, особливо після включення до складу імперії африканських провінцій. Основним і, мабуть, єдиним практичним використанням бегемота римлянами було постачання цих звірів для боїв в цирках, за участю як інших тварин, так і гладіаторів. Під час масштабних видовищ, влаштованих у Римі імператором Титом у 81 році з нагоди відкриття Колізею, на арені були вбиті близько 9 тис. різних тварин, серед яких був один бегемот. Відомо, що бегемот, призначений для випуску на арену, містився в гігантському бестіарії (звіринці) імператора Гордіана III (30-40-ті роки III століття н. е.) і був убитий вже при іншому імператорі — Філіпі І Арабі, який влаштував грандіозні бої звірів у 248 році на честь святкування тисячоліття Риму. Бегемоти постачалися в Рим з Єгипту, де в той час їх було багато в Нілі.

### Сучасна епоха

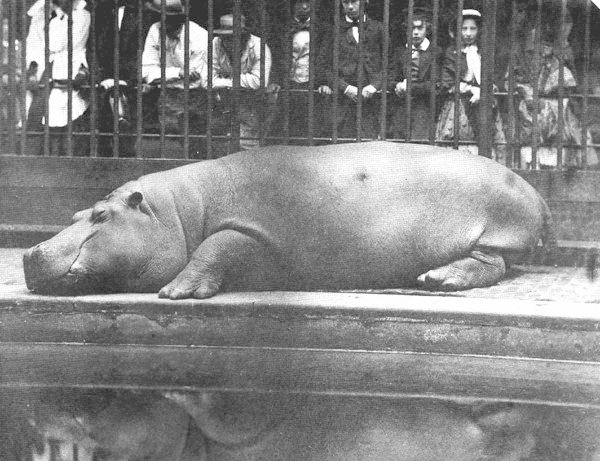
Бегемот Обайш в Лондонському зоопарку. Фотографія Хуана де Бурбона, 1852 рік.

Після античності контакти європейців з гіпопотамами мали епізодичний характер. Живі бегемоти в Європу не потрапляли протягом багатьох століть. Перший випадок утримання бегемотів в європейських зоопарках в Новий час відноситься до 1850 року, коли гіпопотам з'явився в Лондонському зоопарку. Цим бегемотом став самець на прізвисько Обайш, присланий в Англію єгипетським хедивом Абас-пашею і прожив в зоопарку до 1878 року. Обайш приваблював величезну кількість глядачів — після його появи кількість відвідувачів зоопарку відразу подвоїлася.
У 1950-60-і роки бегемот розглядався багатьма дослідниками як тварина, придатна для одомашнення з метою вирішення продовольчих проблем Африки. В даному випадку привабливими виглядали і величезний розмір туші гіпопотама, і його стадний спосіб життя, і високий темп розмноження, і порівняно невелика кількість споживаного ним корму. Радянські зоологи кінця 1960-х років писали, що правильна господарська експлуатація бегемота, що включала його спеціальне розведення, здавалася дуже перспективною. Деякі автори вважали, що одне стадо гіпопотамів може давати м'ясні продукти в кількості, достатній для постачання цілого невеликого міста. Однак ці проекти не вийшли за межі теоретичних досліджень.
В зоопарках бегемотам дають корм, складений за особливою рецептурою. До складу корму вводять до 200 г дріжджів на добу в якості джерела вітамінів групи В. Їм дають каші, овочі та траву. Годуючим самкам бегемотів кашу варять на молоці і додають в неї цукор. Приблизний раціон бегемота в зоопарку становить 82 кг, в тому числі 40 кг трави і 25 кг соковитих кормів.
Зрідка бегемоти стають надбанням приватних звіринців. Знаменитий колумбійський наркобарон Пабло Ескобар обладнав на своєму ранчо особистий сафарі-парк, в який завіз бегемотів. Після загибелі Ескобара в 1993 році кілька бегемотів втекли з парку і стали жити в дикій природі. При цьому вони вбили кілька людей в тому районі. Три бегемоти дожили в тих місцях до 2009 року і були потім застрелені поліцією після численних скарг місцевих жителів, чиї посіви ці тварини часто псували. На колишньому ранчо Ескобара, яке перейшло в державну власність, у 2009 році продовжували утримуватися ще понад 20 гіпопотамів.

### Традиційне полювання африканців на бегемота

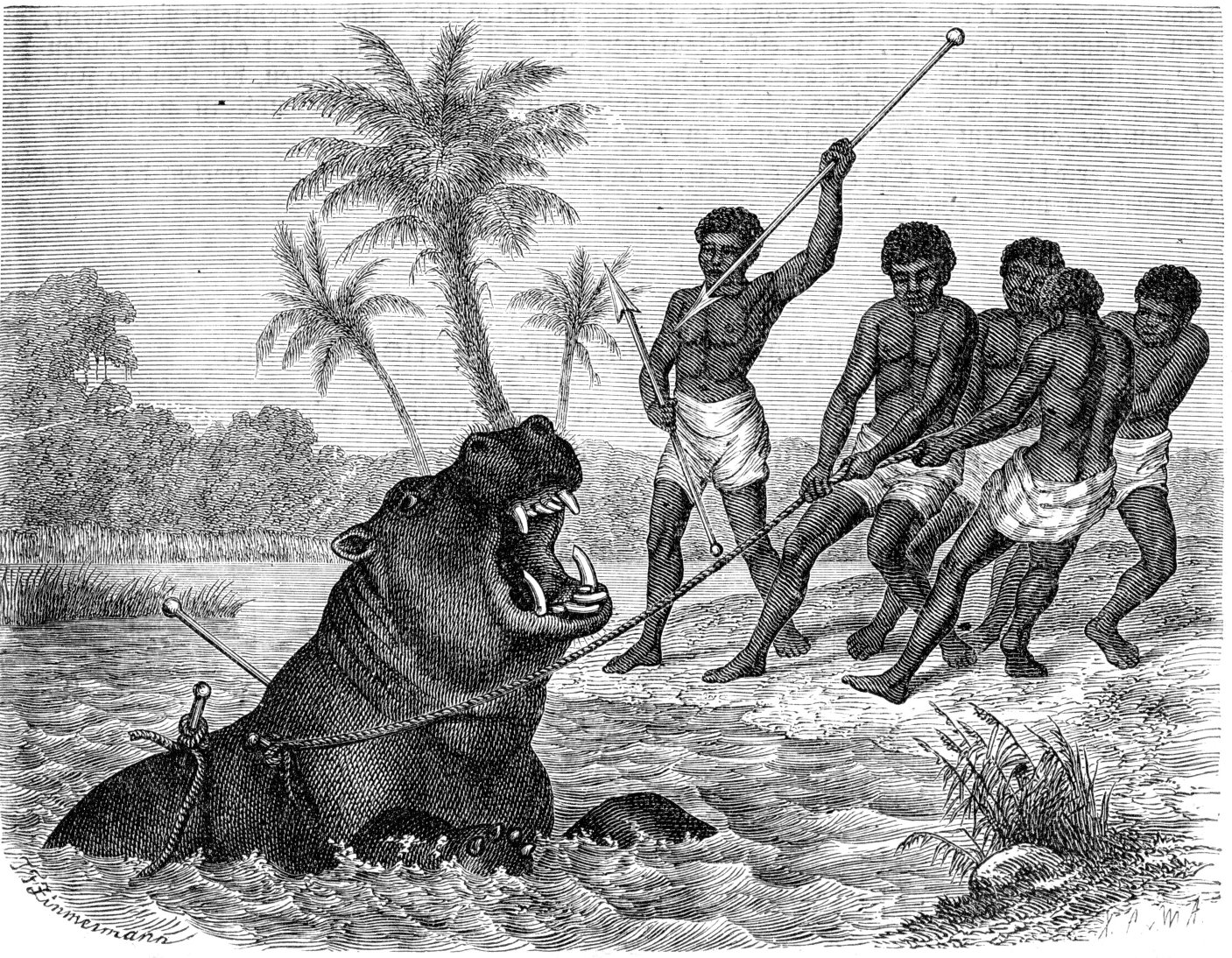
Полювання африканських аборигенів на бегемота. Німецька гравюра 1876 року.

У багатьох народів Африки, що живуть біля берегів річок та озер, полювання на бегемотів належить до традиційних занять. Навіть з використанням примітивної зброї тубільці можуть з великою ефективністю полювати на гіпопотама. Найбільш поширений спосіб полювання на бегемотів за відсутності вогнепальної зброї — ловлення їх в ловчі ями (це також один з методів, що найчастіше використовують браконьєри).
Поширене полювання на бегемотів і іншими традиційними способами — наприклад, з човнів за допомогою гарпунів. Таке полювання і в даний час практикується на річках Західної Африки (особливо на Нігері), коли влада, в разі неврожаю, видає місцевому населенню спеціальний дозвіл. Часто на полювання виходять майже всі чоловіки села, вони оточують звіра і, як тільки він виринає, закидають гарпунами. Гарпуни можуть мати досить складну будову, з держаком, що відокремлюється від наконечника, з'єднаним з ним мотузкою. Після того, як наконечник встромляється в гіпопотама, держак спливає, показуючи місцезнаходження звіра. Один гарпун не може смертельно поранити звіра, але множинні потрапляння кінець кінцем добивають його. Подібне полювання нерідко супроводжується травмами або загибеллю учасників.

### Продукти, що одержуються від бегемота

#### М'ясо бегемота
М'ясо бегемота їстівне і, за багатьма відгуками, смачне. За виглядом воно нагадує свинину (такого ж світлого кольору), а за смаком — телятину, хоча у старих особин м'ясо може бути дуже жорстким. М'ясо гіпопотама, в порівнянні з м'ясом багатьох інших домашніх і диких тварин, нежирне, а придатні до використання частини туші становлять за масою 70,9 % (для порівняння: у туші великої рогатої худоби лише 55 %). М'ясо бегемота вживалося людиною в їжу з найдавніших часів. Так, група палеонтологів, яка працювала в Кенії, розкопала стоянки древніх гомінідів віком близько 2 млн років і виявила велику кількість кісток бегемота зі слідами обробки.

#### Шкіра бегемота
Шкіра бегемота використовувалася в Африці для різних виробів. Величезна товщина шкіри гіпопотама обмежує коло її застосування, але вона в той же час відрізняється високою міцністю і стійкістю до зношення. Якщо її обробити відповідним чином, то вона стає надзвичайно твердою. Тоді з неї можна виготовляти полірувальні круги, на яких обробляють навіть алмази, хоча процес обробки шкіри для цих цілей займає до 6 років. За старих часів тубільці використовували її також як матеріал для щитів. Один з найбільш відомих предметів, які традиційно роблять з бегемотової шкіри, — важкий батіг-шамбок, що став в Південній Африці символом колоніального гноблення і апартеїду. Шамбок виготовляється з цільної смуги шкіри довжиною метр-півтора і товщиною біля руків'я близько 2-2,5 см, біля кінчика — 8-9 мм. Удар ним надзвичайно болючий.

#### Бегемотова кістка

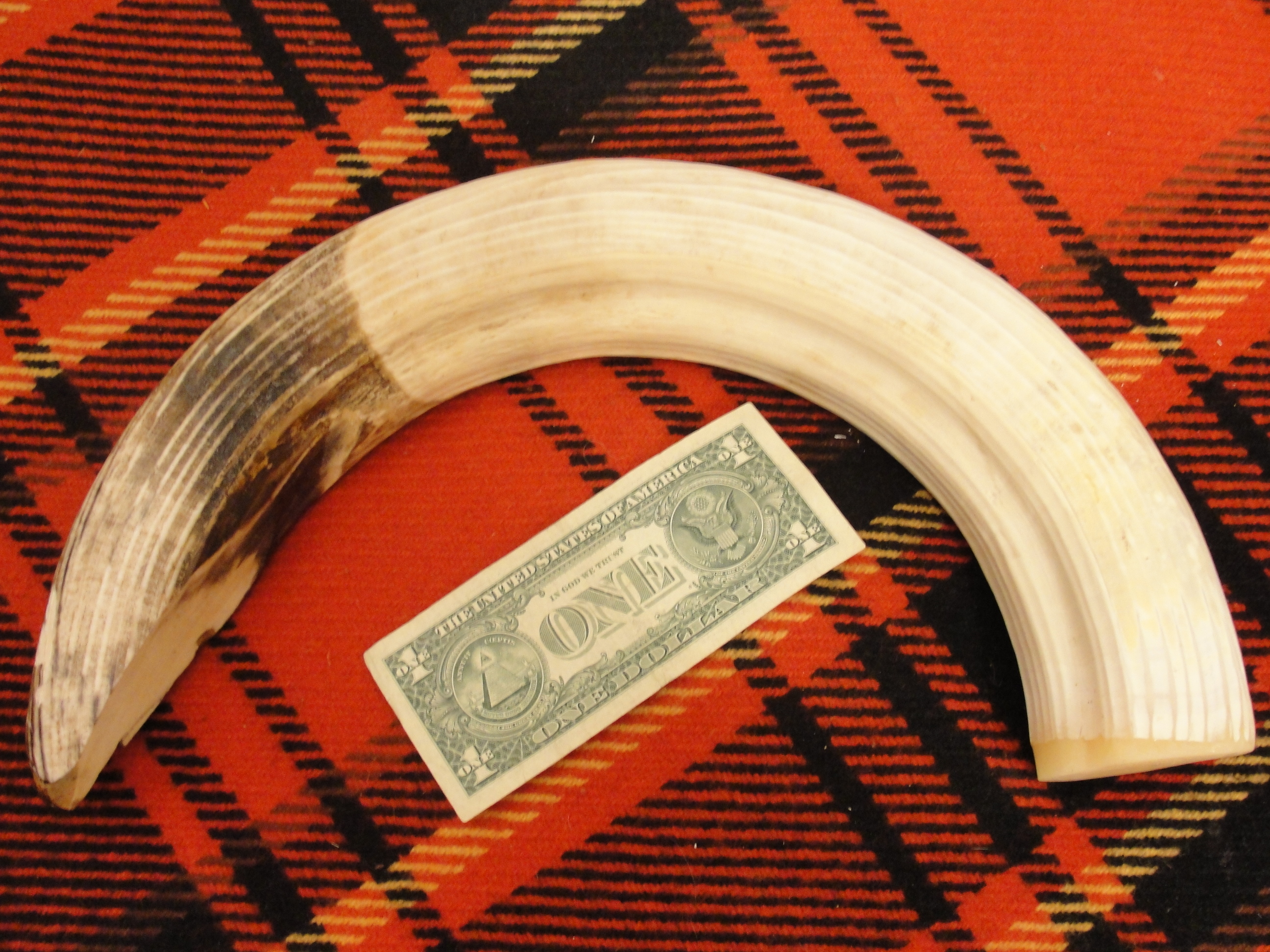
Ікло самця бегемота завдовжки 64 см.

Зуби гіпопотама, що використовуються як виробничий матеріал, називаються бегемотовою кісткою, за аналогією зі слоновою кісткою. Зуби бегемота, особливо величезні ікла самців, мають високу цінність. Перед початком обробки ікла опускають в кислоту, щоб прибрати верхній, надмірно твердий шар емалі. При цьому ікла втрачають до третини своєї маси, але після обробки цінуються навіть вище, ніж слонова кістка, оскільки, на відміну від неї, не жовтіють з часом і мають більшу міцність. З усіх виробничих матеріалів тваринного походження зуби бегемота — найтвердіший.
Бегемотова кістка використовується для найрізноманітніших виробів. В даний час з неї в Африці виготовляються здебільшого дорогі сувеніри. У минулому з бегемотових іклів виготовлялися високоякісні зубні протези. Наприклад, комплект вставних зубів з бегемотової кістки мав перший президент США Джордж Вашингтон. В даний час торгівля бегемотової кісткою (як і слоновою) строго обмежена, але продовжує здійснюватися за жорсткими квотами. Існує значний нелегальний обіг бегемотової кістки.

### Небезпека бегемота для людини
Бегемот через великий розмір і агресивну поведінку може розглядатися як одна з найбільш небезпечних для людини тварин Африки. Даний факт посилюється тим, що гіпопотами часом мало звертають увагу на людей, на відміну від багатьох великих африканських тварин, наприклад буйвола, який абсолютно не виносить близькості поселень. На значній частині свого ареалу бегемоти часто живуть у відносно щільно заселеному і обробленому біотопі. Вони не пропускають нагоди попастися на полях, завдаючи іноді значної шкоди врожаю. У тих країнах, де бегемотів багато, вони можуть розглядатися як одні з основних шкідників сільського господарства. Значна частина нападів бегемота на людину відбувається саме тоді, коли звір виходить годуватися в поле. Пік кількості таких інцидентів припадає на час дозрівання врожаю. Більшість нападів бегемота на людей трапляється на світанку, коли гіпопотами повертаються до річки. Гіпопотами також нерідко кидаються на човни, які пропливають повз них; особливо це характерно для самок з дитинчатами. Дорослий бегемот без зусиль здатний розбити або перевернути човен, при цьому він може намагатися вбити людей, що випали з нього.
Альфред Брем у своїй знаменитій праці «Життя тварин» (1860-ті роки) писав:
|  | Поблизу населених місць він вирушає на поля. Тут він спустошує все, нерідко в одну ніч знищує рослини цілого поля. Ненажерливість бегемотів непомірна, і, незважаючи на родючість їх батьківщини, вони можуть перетворитися у справжній бич країни, якщо їх багато. Вони топчуть своїми незграбними ногами і ламають, валяючись, на зразок свиней, в глибоких ямах, набагато більше, ніж їм насправді потрібно для насичення… Один з бегемотів раптово кинувся на двох жінок, які проходили ввечері, голосно розмовляючи, повз кількох гіпопотамів, що паслися, і, вкусивши їх кілька разів, понівечив так, що обидві від цього померли. На одного араба, який хотів захистити свої дині від нападу чудовиська… бегемот кинувся негайно і вбив його одним ударом зубів. Підбадьорений цим випадком той же звір почав при різних обставинах нападати на пастухів і їх стада і цим навів такий страх на людей, які жили в околицях, що ніхто більше не наважувався наближатися до води, де жила це тварина. |

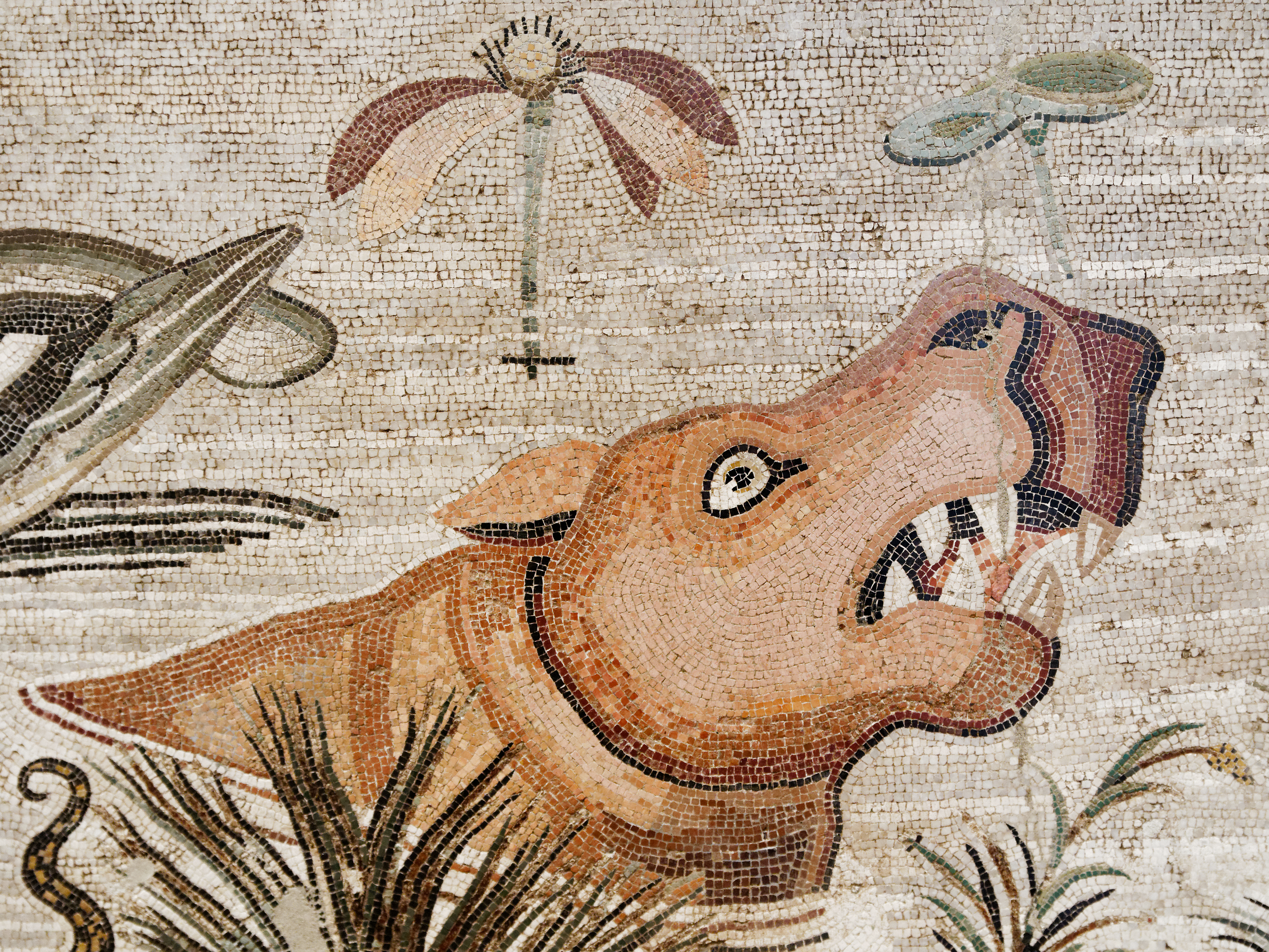
Римська мозаїка із зображенням бегемота, Неаполь.

Бегемот зазвичай згадується як тварина, яка є причиною загибелі найбільшої кількості людей. За цим показником він перевершує всіх інших африканських звірів, навіть таких небезпечних, як лев, буйвол, леопард, нільський крокодил. Спеціальне дослідження, проведене в Кенії, показало, що з 1997 по 2008 рік в цій країні було зареєстровано 4493 інциденти, коли бегемот виявляв агресію щодо людей. Вельми показово, що рік за роком кількість зіткнень людей з бегемотами росте. За вказаний період їх частота зросла в 12 разів, всього ж в 2008 році відбулося 937 випадків. Причиною тому є швидке зростання населення і зміни в методиці ведення сільського господарства, що виражаються в посиленому освоєнні земель на берегах водойм. У багатьох випадках бегемоти гинули (як правило, після нападу на людей вони були застрелені служителями національних парків або представниками правоохоронних органів), причому їх загибель при подібних подіях зростала паралельно зі збільшенням числа зіткнень з людьми.
Відомий британський натураліст Джеральд Даррелл свідчить, що в 1950-ті роки тубільці Камеруну дуже боялися на річці зустрітися з бегемотом:
|  | - Тепер ці іпопо <бегемоти> стали злі, сер, - сказав нетактовний Бен. - Два місяці тому вони убили трьох чоловік і розбили два човни… Справді, гіпопотам, який кілька разів нападав на човни, входить у смак, немов тигр-людожер, і всіляко намагається зробити людям гидоту. Для нього це стає своєрідним спортом. А мене зовсім не спокушала сутичка над двадцятифутовою товщею каламутної води зі звірюкою масою в півтонни. Я помітив, що старий весь час притискує човен до берега, крутить і так і сяк, намагаючись йти по мілководдю. - Зовсім небагато залишилося, - весело зауважив я, - і ніяких гіпопотамів не видно. Не встиг я це сказати, як камінь за п'ятнадцять футів від човна раптом піднявся з води і здивовано подивився на нас витріщеними очима, пускаючи ніздрями цівки води, ніби маленький кит… На щастя, наша доблесна команда не піддалася паніці і не вискочила з човна, щоб плисти до берега. Старий зі свистом втягнув у себе повітря і різко загальмував веслом… - Пане професоре, цей іпопо був не самець… це самка, - пояснив Огастін, ображений моєю недовірою… - Маса, я всіх тутешніх іпопо знаю. Це самка. Якби це був самець іпопо, він би відразу нас зжер. А це самка, вона не така зла, як її господар. |

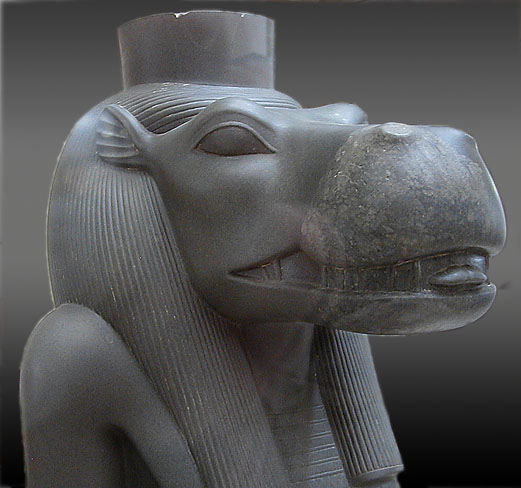
Статуя богині Таурт у Каїрському музеї.

### Бегемот в культурі
Бегемот відігравав важливу роль в культурі єгиптян, які постійно стикалися з ним на берегах Нілу. Величезний розмір і сила бегемота викликали шанобливий страх, який, мабуть, і призвів до того, що в релігійних поглядах Єгипту бегемот став уособленням кількох божеств. В цілому гіпопотам уособлював сили зла і руйнування, зокрема через те, що був у Стародавньому Єгипті одним з основних шкідників посівів. Культ бегемота сягав таких масштабів, як обожнювання інших тварин (скарабей, ібіс, сокіл), проте навіть наймогутніший зі злих богів, Сет, іноді міг зображуватися у вигляді бегемота. Основним районом шанування гіпопотама були номи північно-західної дельти. Культ бегемота був розвинений також в Оксиринху і Фаюмі. В Оксіринху існував храм богині Таурт, покровительки народження, вагітних жінок і новонароджених, яка зазвичай зображувалася у вигляді вагітної самки гіпопотама. Збереглася велика кількість давньоєгипетських скульптурних зображень гіпопотама. Великою популярністю користувалися в Єгипті різні вироби з бегемотових іклів, що знаходяться археологами далеко за межами Єгипту — на Кіпрі, в Месопотамії, Сирії.

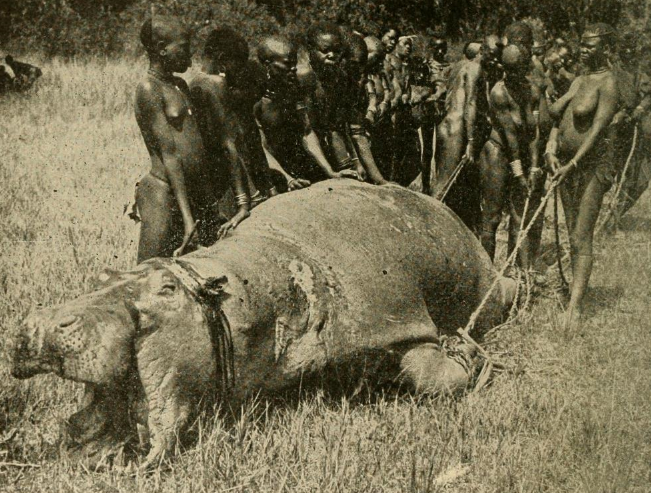
Африканці біля бегемота, вбитого білим мисливцем, 1909 рік (Уганда).

У Стародавньому Єгипті було двояке ставлення до бегемота. З одного боку, це небезпечна тварина, зустріч з якою небезпечна смертю. З іншого боку, він асоціювався з життям, оскільки ці тварини мешкали в Нілі, який був джерелом життя для єгиптян. Також вони пов'язували бегемота, який періодично виринає для вдиху, з циклічним переродженням природи. У зв'язку з цим за часів Середнього та Перехідного царств був поширений звичай класти в гробниці фаянсові статуетки бегемотів. Причому, щоб бегемот не міг нашкодити покійному або його духу, у статуеток відколювали ноги.
Для багатьох африканських народів і племен бегемот є тотемною твариною, полювання на яку або заборонене, або обмежене релігійними приписами. У ряді місць Судану місцеве населення відчуває щодо бегемотів забобонний страх, вважаючи їх демонічними істотами, посланцями темних сил. Бегемота, який прийшов на селянське поле, тубільці намагаються відлякати не тільки криками і шумом, але і гучним декламуванням віршів Корану.
У сучасну епоху бегемот — одна з найбільш відомих людям тварин. Гіпопотам — частий персонаж дитячої літератури і мультфільмів. У світі випускається незліченна кількість іграшкових бегемотів з різноманітного матеріалу.
- Бегемот Гуго — герой однойменного угорсько-американського повнометражного мультфільму.

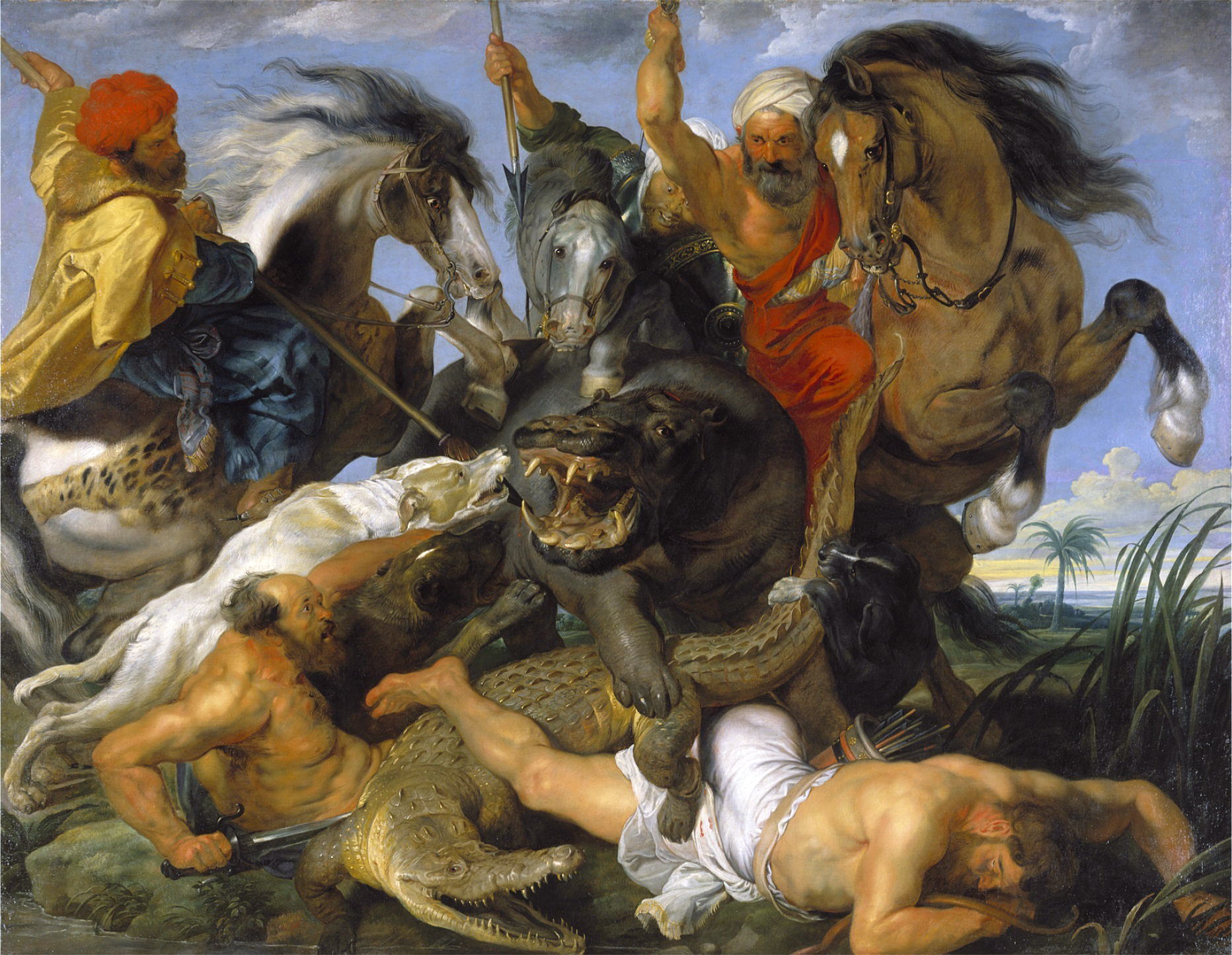
Картина Рубенса «Полювання на бегемота і крокодила».

- Бегемотиха Глорія є одним з головних героїв циклу мультфільмів «Мадагаскар».
- Серед персонажів «Ну, постривай!» є бегемот. Він постійно з'являється в різних образах.
- Бегемот Шоколад — персонаж «Пригод порося Фунтика».
- Знаменитий фламандський живописець Пітер Пауль Рубенс в 1615—1616 роках створив картину «Полювання на бегемота і крокодила»[en] «Полювання на бегемота і крокодила». Зображений на ній бегемот виглядає в кілька разів меншим за розмірами, ніж справжній, проте в цілому Рубенс правильно передав вигляд звіра, з довгими іклами, що стирчать з пащі.
- Серед творів британського письменника і актора Стівена Фрая є роман "Гіпопотам"[en], в якому головним героєм є опущений поет на однойменне прізвисько.

### Бегемот як об'єкт спортивного полювання
У багатьох країнах, де зберігаються стійкі популяції бегемотів (ПАР, Замбія, Мозамбік тощо), на цих тварин дозволено полювання за квотами. Таке полювання в даний час не має практичного значення і носить виключно трофейний характер. Примітно, що цінність трофея не залежить від розміру і ваги туші. Трофеєм вважаються ікла гіпопотама, що оцінюються в залежності від їх довжини. Іноді мисливцеві доводиться довго чекати, поки бегемот розкриє пащу, щоб оцінити довжину іклів, хоча в цілому це можна визначити і за розміром шишкастих опуклостей на морді самця, в яких містяться основи іклів. Полювання дозволене тільки на дорослих здорових самців; відстріл молодняку і самок категорично заборонений.

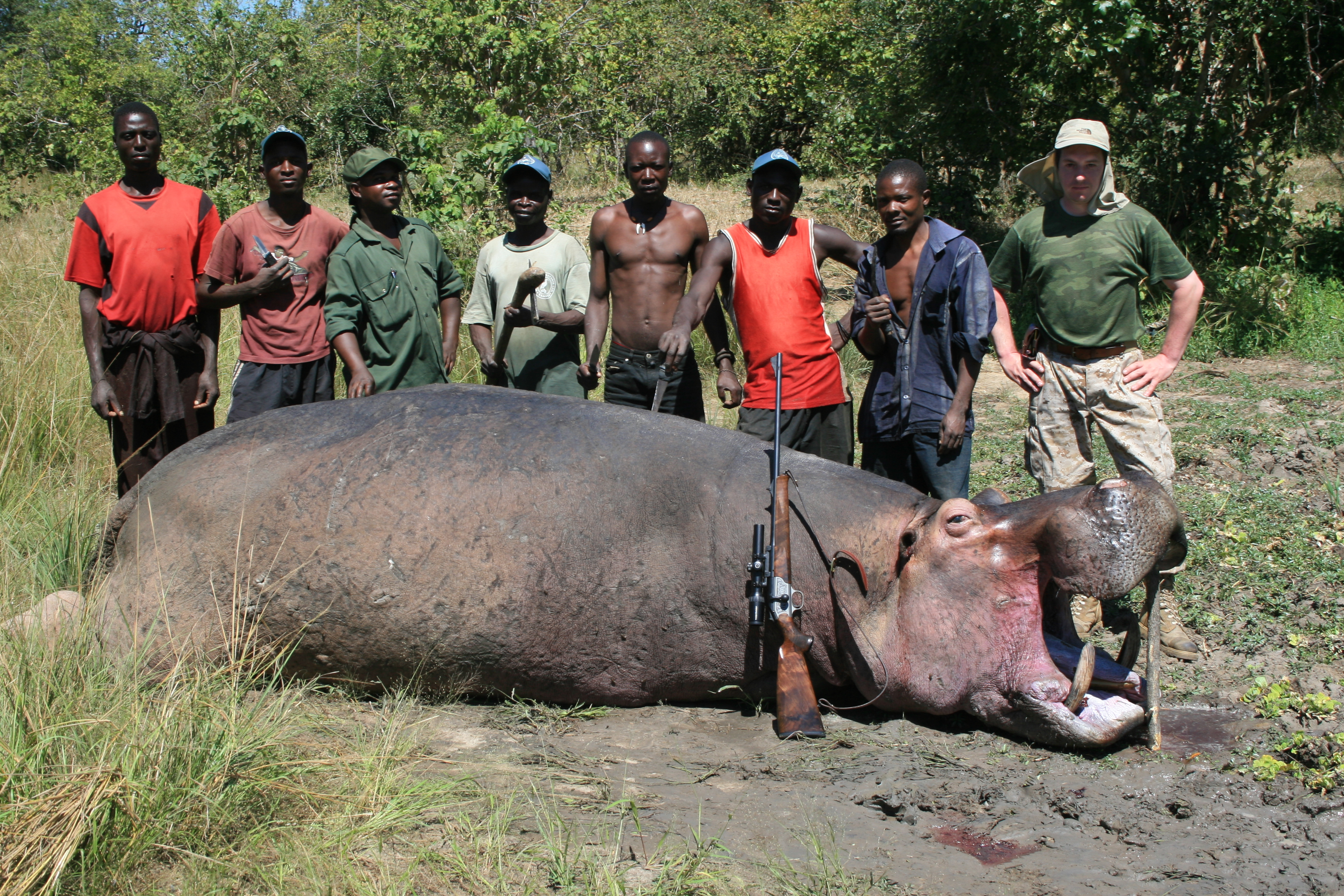
Самець бегемота, вбитий мисливцем, 2010 рік (Замбія). Розмір звіра такий, що вздовж його туші вільно розміщаються 8 людей.

Найчастіше полювання проводиться з підходу до бегемота, що знаходиться у воді. Рідше до бегемота підходять під час його жирування на березі — даний спосіб полювання більш небезпечний, але вважається цікавішим. Стрільба вимагає дуже важкої і потужної зброї, розрахованої на найнебезпечніших звірів Африки (так звану «велику п'ятірку»), з енергією кулі 6-8 кДж; мінімальний калібр — .375 Н & Н Magnum, але за можливістю рекомендується використовувати важчі калібри, такі як .416 Rigby або .470 Nitro Express. Сама стрілянина не становить великої складності, якщо мисливцеві вдалося підібратися досить близько, проте поранений бегемот дуже небезпечний. У будь-якому випадку, і від стрільця, і від зброї потрібна хороша влучність, оскільки забійні точки у бегемота невеликі — щоб убити його на місці, необхідне потрапляння точно в мозок, тільки за цієї умови трофей гарантовано буде взятий.
Число вбитих під час трофейних сафарі гіпопотамів невелика — кілька сотень на рік, що непорівнянно з втратою, що наноситься бегемотам тубільними браконьєрами. Так, за 7 років, з 1995 по 2002 роки в США було ввезено 1160 трофейних комплектів бегемотових іклів. Трофейне полювання є одним з основних джерел легального обігу бегемотової кістки на світовому ринку.